# Platja d'Omaha
Omaha Beach (Platja Omaha) va ser un dels cinc sectors de desembarcament a la platja del component d'assalt amfibi de l'Operació Overlord durant la Segona Guerra Mundial.
El 6 de juny de 1944, els aliats van envair la França ocupada pels alemanys amb el desembarcament de Normandia. "Omaha" fa referència a una secció de 8 quilòmetres (5 milles) de la costa de Normandia, davant del Canal de la Mànega, des de l'oest de Sainte-Honorine-des-Pertes fins a l'est de Vierville-sur-Mer, a la riba dreta de l'estuari del riu Douve. Els desembarcaments aquí eren necessaris per connectar els desembarcaments britànics a l'est a Gold amb el desembarcament americà a l'oest a Utah, proporcionant així una presència contínua a la costa normanda de la Baie de Seine (badia del riu Sena). La conquesta d'Omaha havia de ser responsabilitat de les tropes de l'exèrcit dels Estats Units, amb transport marítim i una força de bombardeig naval proporcionada principalment per l'Armada i la Guàrdia Costanera dels Estats Units, amb contribucions de les marines britànica, canadenca i francesa lliure.
L'objectiu principal a Omaha era assegurar un cap de platja de 8 quilòmetres (5 milles) de profunditat, entre Port-en-Bessin i el riu Vire, enllaçant amb els desembarcaments britànics a Gold a l'est, i arribant a la zona d'Isigny a l'oest per enllaçar amb el desembarcament del VII Cos a Utah. La 29a divisió d'infanteria estatunidenca, no provada, juntament amb nou companyies de Rangers redirigides des de Pointe du Hoc, van assaltar la meitat occidental de la platja. La 1a divisió d'infanteria, veterana en batalla però afeblida, va rebre la meitat oriental.
Oposant-se als desembarcaments hi havia la 352a divisió d'infanteria alemanya. Dels seus 12.020 homes, 6.800 eren tropes de combat experimentades, destinades a defensar un front de 53 quilòmetres. L'estratègia alemanya es basava en derrotar qualsevol assalt marítim a la línia de flotació, i les defenses es van desplegar principalment en punts forts al llarg de la costa.
El pla aliat preveia onades d'assalt inicials de tancs, infanteria i forces d'enginyers de combat per reduir les defenses costaneres, permetent que els vaixells més grans desembarquessin en onades de seguiment. Però molt poca cosa va sortir segons el previst. Les dificultats de navegació van fer que la majoria de les llanxes de desembarcament fallessin els seus objectius durant tot el dia. Les defenses eren inesperadament fortes i van causar baixes substancials a les tropes nord-americanes que desembarcaven. Sota un foc intens, els enginyers van tenir dificultats per superar els obstacles de la platja; els desembarcaments posteriors es van agrupar al voltant dels pocs canals que es van netejar. Debilitades per les baixes sofertes just en desembarcar, les tropes d'assalt supervivents no van poder netejar les sortides de la platja. Això va causar més problemes i els consegüents retards per als desembarcaments posteriors. Finalment, grups de supervivents van aconseguir petites penetracions fent assalts improvisats, escalant els penya-segats entre els punts més ben defensats. Al final del dia, s'havien guanyat dos petits punts de suport aïllats, que posteriorment es van explotar contra defenses més febles terra endins, aconseguint els objectius originals del Dia D durant els dies següents.

## Terreny i defenses

Secció transversal esquemàtica de la platja d'Omaha

La costa de Normandia es va dividir en setze sectors, als quals se'ls van assignar noms en clau utilitzant un alfabet per paraules, des d'Able, a l'oest d'Omaha, fins a Roger, al flanc est de Sword. La zona de platja que es convertiria en Omaha es va designar originalment com a X-Ray, a partir de l'alfabet fonètic de l'època; el nom es va canviar el 3 de març de 1944. Els noms d'Omaha i Utah probablement van ser suggerits per Omar Bradley, ja que dos soldats que equipaven el seu quarter general de Londres eren d'Omaha, Nebraska (Gayle Eyler) i Provo, Utah; no van rebre el nom dels comandants del cos, que eren de Virgínia (Gerow) i Louisiana (Collins). Es van afegir vuit sectors més quan la invasió es va ampliar per incloure Utah, a la península de Cotentin. Els sectors es van dividir en platges identificades pels colors vermell, blanc i verd, corresponents a les llums de colors utilitzades a les embarcacions navals per designar els costats de babord (esquerra), central i estribord (dreta).
La platja Omaha s'estén davant els municipis de Vierville-sur-Mer, Saint-Laurent-sur-Mer i Colleville-sur-Mer. Omaha estava delimitada a cada extrem per grans penya-segats rocosos. La platja en forma de mitja lluna presentava una zona de marea amb un pendent suau, amb una mitjana de 300 m entre les marques de baixamar i altamar, amb un desnivell de 5,4 metres. Per sobre de la línia de marea hi havia un banc de còdols de 2,5 m d'alçada i fins a 15 m d'amplada en alguns llocs. A l'extrem oest, el banc de còdols descansava contra un dic de pedra (que més a l'est es convertia en fusta) que variava entre 1,5 i 4 m d'alçada. Durant els dos terços restants de la platja després que acabés el dic, els còdols descansaven contra un terraplè de sorra baix. Darrere del dic de sorra i el dic de mar hi havia una plataforma plana de sorra, estreta a cada extrem i que s'estenia fins a 200 m terra endins al centre, i darrere s'elevaven escarpes o penya-segats escarpats de 30 a 50 m d'alçada, que dominaven tota la platja i estaven tallats per petites valls boscoses o valls en cinc punts al llarg de la platja, amb el nom en clau d'oest a est D-1, D-3, E-1, E-3 i F-1.

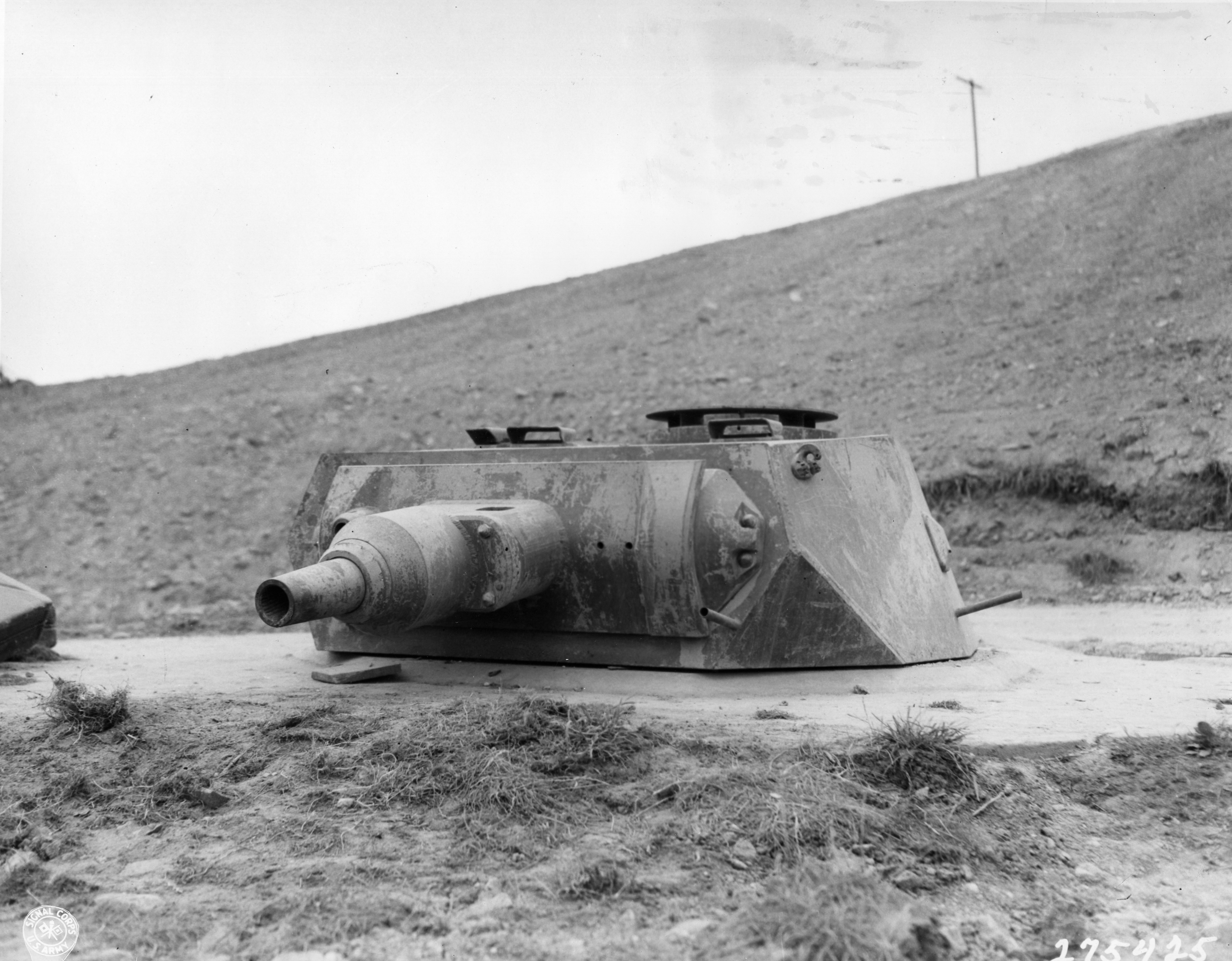
Una de les sis torretes de tancs reutilitzades del projecte de tancs pesants VK 30.01 (H) muntada en un Tobruk a Widerstandsnes t 68, fotografiada el setembre de 1944

Cinc valls petites encaixades eren les úniques sortides que menen de la platja cap al rerepaís. La primera menava a Vierville. La segona, al costat de Moulins (codi US: D3), i la tercera al lloc anomenat Ruquet (codi US: E1), ambdues es dirigien cap a Saint-Laurent. Les dues darreres només eren camins de terra que s'acostavn a Colleville.
Els preparatius defensius alemanys i la manca de defensa en profunditat indicaven que el seu pla era aturar la invasió a les platges. Es van construir quatre línies d'obstacles a la zona intermareal. La primera, una línia no contigua amb un petit buit al mig de Dog White i un buit més gran a través de tot Easy Red, estava a 250 m de la línia de marea alta i consistia en 200 portes belgues amb mines lligades als muntants. A 30 metres darrere d'aquestes hi havia una línia contínua de troncs clavats a la sorra apuntant cap al mar, cada tercer coronat amb una mina antitanc. A 30 metres més cap a la costa d'aquesta línia hi havia una línia contínua de 450 rampes inclinades cap a la costa, també amb mines adjuntes i dissenyades per obligar les llanxes de desembarcament de fons pla a pujar i girar o detonar la mina. La línia final d'obstacles era una línia contínua d'eriçons a 150 metres de la costa. La zona entre el banc de còdols i els penya-segats estava cablejada i minada, i també hi havia mines escampades pels vessants dels penya-segats.
Els desplegaments de tropes costaneres, que comprenien cinc companyies d'infanteria, es van concentrar principalment en 15 punts forts anomenats Widerstandsnester ("nius de resistència"), numerats des de WN-60 a l'est fins a WN-74 prop de Vierville a l'oest, situats principalment al voltant de les entrades als calaixos i protegits per camps de mines i filferro. Les posicions dins de cada punt fort estaven interconnectades per trinxeres i túnels. A més de l'armament bàsic de rifles i metralladores, es van desplegar més de 60 peces d'artilleria lleugera en aquests punts forts. Les peces més pesades es van ubicar en vuit casamates de canons i quatre posicions obertes, mentre que els canons més lleugers es van allotjar en 35 fortins. Les torretes de tancs VK 30.01 (H) obsoletes (d'un programa de desenvolupament de panzers) armades amb canons de 75 mm L/24 es van reutilitzar en trinxeres. 18 canons antitanc més completaven la disposició de l'artilleria dirigida a la platja. Les zones entre els punts forts estaven poc poblades amb trinxeres ocasionals, trinxeres de fusells i 85 emplaçaments de metralladores. No es va deixar cap zona de la platja descoberta, i la disposició de les armes permetia el foc de flanqueig a qualsevol lloc de la platja.

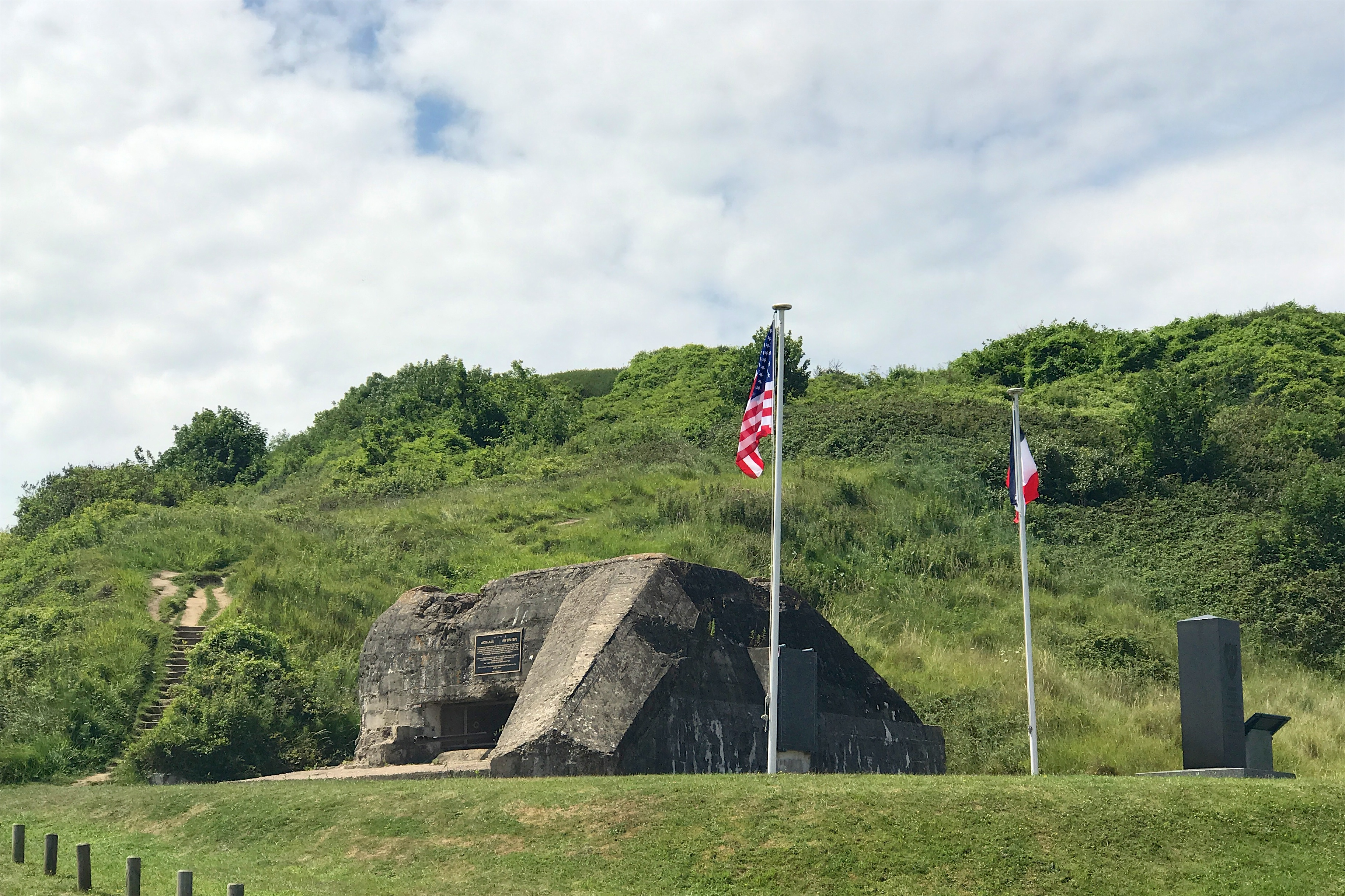
Widerstandsnest 65 defensant l'empat a l'E-1 a Omaha Beach

La intel·ligència aliada havia identificat els defensors costaners com un batalló reforçat (800-1000 homes) de la  716a Divisió d'Infanteria. Es tractava d'una divisió defensiva estàtica que s'estimava que consistia en fins a un 50% de tropes no alemanyes, principalment russes i ucraïneses, i Volksdeutsche alemanyes. Es creia que la 352a Divisió d'Infanteria, recentment activada però capaç, es trobava a 30 quilòmetres (19 milles) terra endins, a Saint-Lô, i es considerava la força més probable que es comprometés a un contraatac. Com a part de l'estratègia de Rommel per concentrar les defenses a la vora de l'aigua, la 352a havia rebut l'ordre d'avançar al març assumint la responsabilitat de la defensa de la part de la costa de Normandia on es trobava Omaha. Com a part d'aquesta reorganització, el 352è també va prendre sota el seu comandament dos batallons del 726è Regiment de Granaders (part de la 716a Divisió d'Infanteria Estàtica), així com el 439è Batalló Oriental, que havia estat adscrit al 726è. Omaha es trobava principalment dins del "Sector 2 de Defensa Costanera", que s'estenia cap a l'oest des de Colleville i estava assignat al 916è Regiment de Granaders, amb el tercer batalló, el 726è Regiment de Granaders, adscrit. Dues companyies del 726è tenien punts forts a la zona de Vierville, mentre que dues companyies del 916è ocupaven els punts forts de la zona de St. Laurent, al centre d'Omaha. Aquestes posicions tenien el suport de l'artilleria del primer i quart batallons del 352è Regiment d'Artilleria (dotze obusos de 105 mm i quatre de 150 mm, respectivament). Les dues companyies restants del 916è van formar una reserva a Formigny, tres quilòmetres (1,9 milles) terra endins. A l'est de Colleville, el «Sector de Defensa Costanera 3» era responsabilitat de la resta del 726è Regiment de Granaders. Dues companyies es van desplegar a la costa, una de les quals formava part de la sèrie de punts forts més orientals, amb suport d'artilleria proporcionat pel tercer batalló del 352è Regiment d'Artilleria. La reserva de la zona, que comprenia els dos batallons del 915è Regiment de Granaders i que era coneguda com a "Kampfgruppe Meyer", estava situada al sud-est de Bayeux, fora de la zona immediata d'Omaha.
El fet de no identificar la reorganització de les defenses va ser una rara fallada d'intel•ligència per als aliats. Els informes posteriors a l'acció encara documentaven l'estimació original i assumien que el 352è havia estat desplegat a les defenses costaneres per casualitat, uns dies abans, com a part d'un exercici antiinvasió. La font d'aquesta informació inexacta provenia dels presoners de guerra alemanys de la 352a Divisió d'Infanteria capturats el Dia D, tal com informa l'Informe d'Acció del Dia D de l'S-3 d'Infanteria de la 16a. De fet, la intel•ligència aliada ja havia tingut coneixement del trasllat de la 352a Divisió d'Infanteria el 4 de juny. Aquesta informació es va transmetre al V Cos d'Infanteria i al Quarter General de la 1a Divisió d'Infanteria a través del 1r Exèrcit, però en aquella etapa tardana de les operacions, no es van canviar els plans.
Quan el general Omar Bradley va expressar la seva preocupació per la platja d'Omaha al gener, un equip dels Royal Engineers, format pel capità Logan Scott-Bowden i el sergent Bruce Ogden-Smith, li va mostrar una mostra de sorra de la platja. Havien nedat fins a la costa de Normandia des de submarins petits més de trenta vegades per obtenir mostres de sorra per veure si les platges suportarien tancs. Scott-Bowden li va dir: "Senyor, espero que no li importi que ho digui, però aquesta platja és una proposta molt formidable i segur que hi haurà baixes enormes". Bradley va posar la mà a l'espatlla de Scott-Bowden i va respondre: "Ho sé, noi. Ho sé".

## Pla

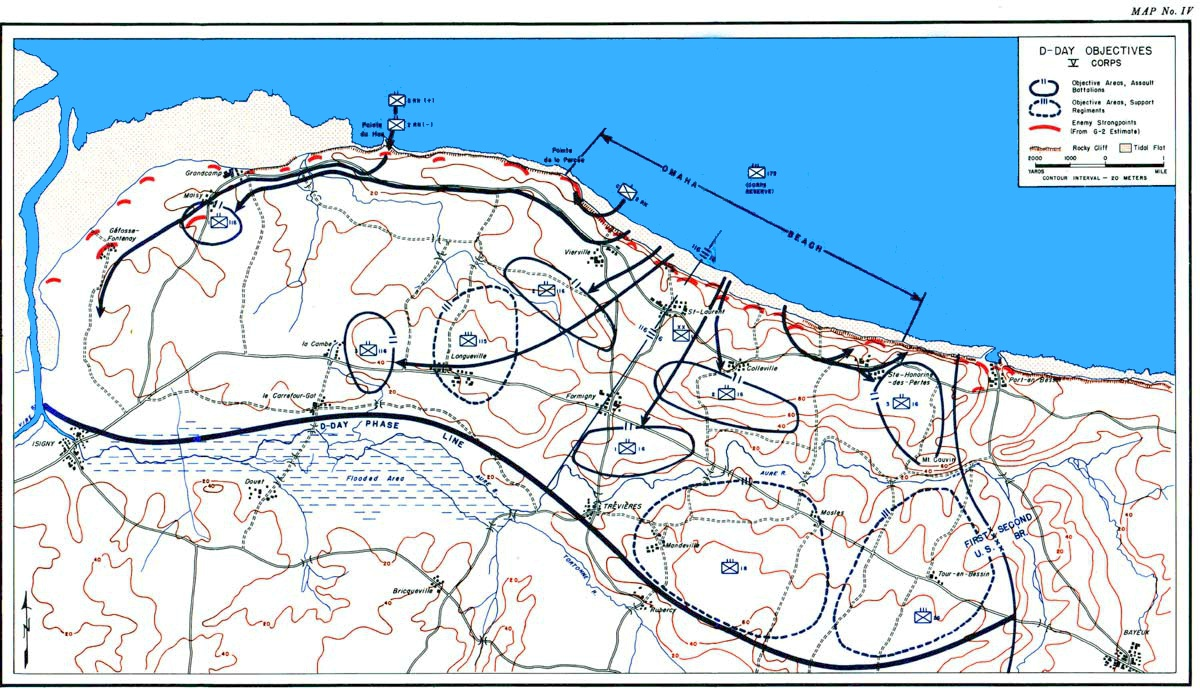
Mapa històric oficial que mostra els objectius del V Cos per al Dia D.
C, D G... : sectors de la platja Omaha segons els plans dels Estats Units.
D1, D3, E1... : denominacions dels eixos de penetració (petites valls encaixades).
Cercles vermells amb número: numeració alemanya de les posicons defensives anomenades Widerstandnester(WN).

Omaha estava dividida en deu sectors, amb noms en clau (d'oest a est): Charlie, Dog Green, Dog White, Dog Red, Easy Green, Easy White, Easy Red, Fox Green, Fox White i Fox Red. L'assalt inicial l'havia de dur a terme dos Equips de Combat Regimentals (RCT), recolzats per dos batallons de tancs, amb dos batallons de Rangers també adjunts. Els regiments d'infanteria estaven organitzats en tres batallons d'uns 1.000 homes cadascun. Cada batalló estava organitzat com tres companyies de fusellers de fins a 240 homes cadascuna, i una companyia de suport de fins a 190 homes. Les companyies d'infanteria de la A a la D pertanyien al 1r batalló d'un regiment, les de la E a la H al 2n, i les de la I a la M al 3r; no s'utilitzava la lletra "J". (en aquest article es farà referència a les companyies individuals per companyia i regiment, per exemple, la Companyia A del 116è RCT serà "A/116"). A més, cada batalló tenia una companyia de quarter general de fins a 180 homes. Els batallons de tancs constaven de tres companyies, de l'A a la C, cadascuna de 16 tancs, mentre que els batallons Rangers estaven organitzats en sis companyies, de l'A a la F, d'uns 65 homes per companyia. El 56è Batalló de Senyals del V Cos era responsable de les comunicacions a Omaha amb la flota mar endins, especialment en el desviament de les sol•licituds de suport de foc naval als destructors i a l'USS Arkansas.
El 116è RCT de la 29a Divisió havia de desembarcar dos batallons a les quatre platges occidentals, seguits 30 minuts més tard pel tercer batalló. Els seus desembarcaments havien de rebre el suport dels tancs del 743è Batalló de Tancs; dues companyies van desembarcar nedant en tancs amfibis DD i la companyia restant va desembarcar directament a la platja des de llanxes d'assalt. A l'esquerra del 116è RCT, el 16è RCT de la 1a Divisió també havia de desembarcar dos batallons, amb el tercer seguint-lo 30 minuts després, a Easy Red i Fox Green, a l'extrem oriental d'Omaha. El seu suport de tancs havia de ser proporcionat pel 741è Batalló de Tancs, de nou dues companyies van desembarcar nedant i la tercera va desembarcar convencionalment. Tres companyies del 2n Batalló Ranger havien de prendre una bateria fortificada a Pointe du Hoc, a cinc quilòmetres (3,1 milles) a l'oest d'Omaha. Mentrestant, la Companyia C del 2n Batalló de Rangers havia de desembarcar a la dreta del 116è RCT i prendre les posicions a Pointe de la Percée. Les companyies restants del 2n Rangers i del 5è de Rangers havien de seguir a Pointe du Hoc si l'acció tenia èxit, en cas contrari havien de seguir el 116è fins a Dog Green i procedir fins a Pointe du Hoc per terra.
Els desembarcaments estaven programats per començar a les 06:30, "Hora H", amb marea alta, precedits d'un bombardeig naval de 40 minuts i aeri de 30 minuts de les defenses de la platja, amb els tancs DD arribant cinc minuts abans de l'Hora H. La infanteria es va organitzar en seccions d'assalt especialment equipades, de 32 homes, una secció per a una llanxa de desembarcament, amb cada secció assignada a objectius específics per reduir les defenses de la platja. Immediatament després dels primers desembarcaments, la Força de Tasques d'Enginyers Especials havia de desembarcar amb la missió de netejar i marcar carrils a través dels obstacles de la platja. Això permetria als vaixells més grans dels desembarcaments posteriors passar amb seguretat durant la marea alta. El desembarcament de suport d'artilleria estava programat per començar als minuts H+90, mentre que l'acumulació principal de vehicles havia de començar als minuts H+180. A les H+195 minuts, dos equips de combat regimentals més, el 115è RCT de la 29a Divisió d'Infanteria i el 18è RCT de la 1a Divisió d'Infanteria, havien de desembarcar, i el 26è RCT de la 1a Divisió d'Infanteria havia de desembarcar per ordre del comandant del V Cos.
L'objectiu era que les defenses de la platja fossin aclarides a les H+2 hores, després de les quals les seccions d'assalt s'havien de reorganitzar i continuar la batalla en formacions de batalló. Els passadissos s'havien d'obrir per permetre que el trànsit sortís de la platja a les H+3 hores. Al final del dia, les forces d'Omaha havien d'haver establert un cap de pont de 8 quilòmetres (5,0 milles) de profunditat, enllaçat amb la 50a Divisió britànica desembarcada a Gold, a l'est, i estar en posició per avançar cap a Isigny l'endemà, enllaçant amb el VII Cos americà a Utah, a l'oest.

### El component naval
La Task Force O, comandada pel contraalmirall John L. Hall Jr., era el component naval responsable de transportar les tropes a través del canal i desembarcar-les a les platges. La força estava formada per quatre grups d'assalt, un grup de suport, una força de bombardeig, un grup de dragamines, vuit embarcacions de patrulla i tres vaixells d'arrossegament antisubmarins, amb un total de 1.028 vaixells.
Els grups d'assalt O1 a O3, encarregats de desembarcar el cos principal de l'assalt, es van organitzar seguint línies similars, i cadascun comprenia tres transports d'infanteria i un nombre variable de vaixells de desembarcament de tancs (LST), Control de Llanxes de Desembarcament (LCC), Llanxes de Desembarcament d'Infanteria (LCI(L)), Llanxes de Desembarcament de Tancs (LCT) i Llanxes de Desembarcament Mecanitzades (LCM). El Grup d'Assalt O4, encarregat de desembarcar els Rangers i la Força de Tasques d'Enginyers Especials a Pointe du Hoc i Dog Green, només comprenia sis transports d'infanteria més petits.
Els transports d'infanteria dels grups d'assalt O1 i O2 estaven formats per dos vaixells de Transport d'Atac de l'Armada dels Estats Units (APA o AP) i un Vaixell de Desembarcament d'Infanteria (Gran) de la Royal Navy (LSI(L)). Els tres transports d'infanteria del Grup d'Assalt O3 eren vaixells AP de l'Armada dels Estats Units. Cada transport estatunidenc transportava normalment 1.400 soldats i 26 Llanxes de Desembarcament, Vehicles i Personal (LCVP, popularment conegudes com a "Llanxes Higgins"), mentre que l'LSI(L) britànic transportava entre 900 i 1.400 soldats i 18 Llanxes d'Assalt (LCA). Els transports d'infanteria del Grup d'Assalt O4, tots vaixells de la Royal Navy, estaven formats per tres LSI(S) i tres LSI(H), tots convertits en transbordadors ràpids del Mar del Nord. Cadascun d'ells transportava entre 200 i 250 soldats i vuit LCA.
El Grup de Suport operava una barreja de llanxes de desembarcament de canons, coets, artilleria antiaèria, tancs i fumigènies, amb un total de 67 vaixells. El Grup Dragamines estava format per quatre flotilles, la 4a formada per nou dragamines de la Royal Navy; la 31a formada per nou dragamines de la Royal Canadian Navy; la 104a formada per deu dragamines costaners de la Royal Navy; i la 116a formada per deu dragamines costaners de la Royal Navy. La Força de Bombardeig C estava formada per dos cuirassats, tres creuers (dos de la França Lliure i un de la Royal Navy) i tretze destructors (tres dels quals van ser proporcionats per la Royal Navy).

## El bombardeig previ al desembarcament

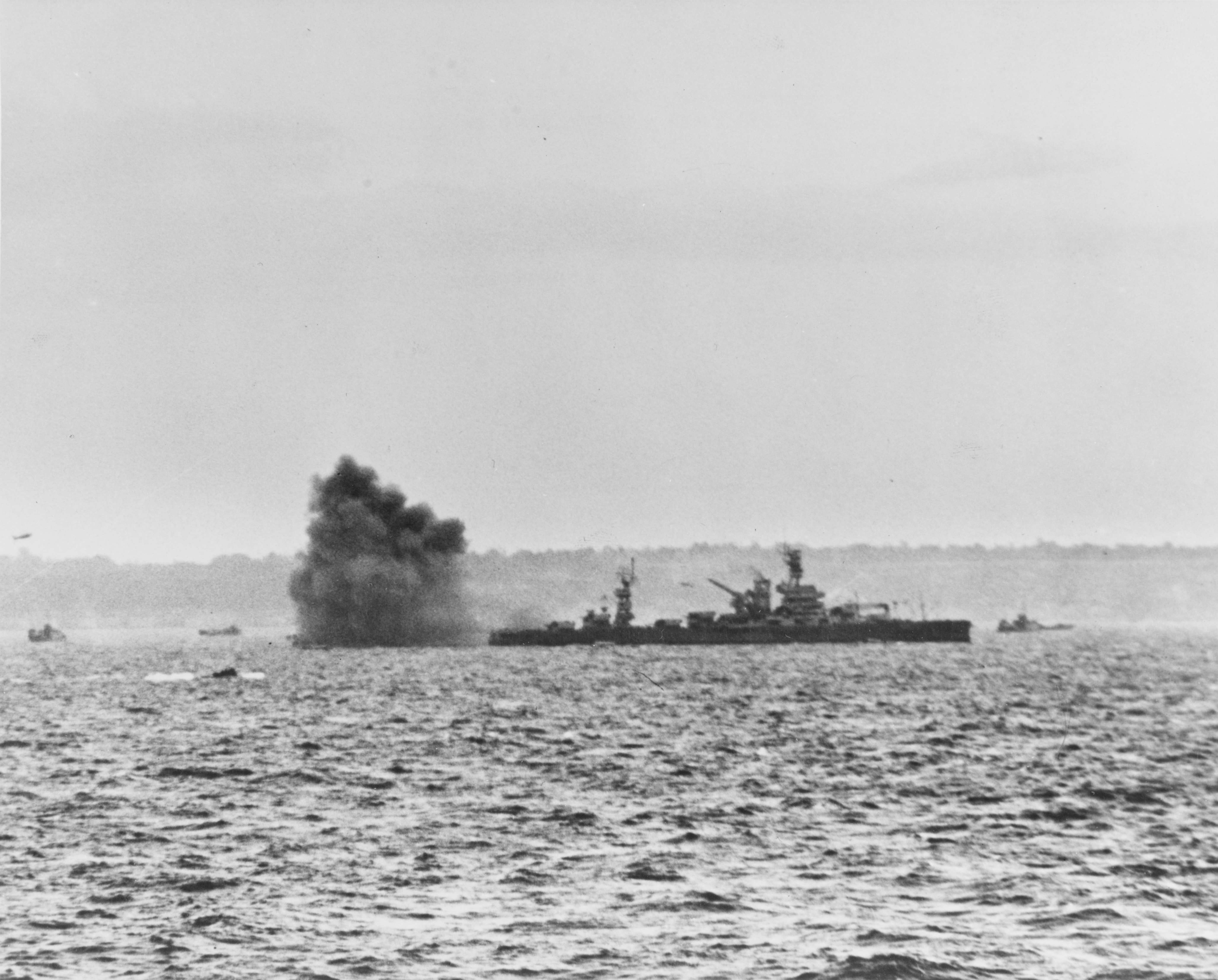
L'USS Arkansas atacant bateries costaneres davant d'Omaha

Mentre revisava les tropes aliades a Anglaterra que s'entrenaven per al Dia D, el general Omar Bradley va prometre que els alemanys a la platja serien bombardejats amb foc naval abans del desembarcament. "Us heu de considerar afortunats. Tindreu seients a primera fila per al major espectacle del món", va dir, referint-se al bombardeig naval. Tanmateix, el contraalmirall John L. Hall va desaprovar fermament el que considerava la petita quantitat de bombardeig aeri i naval utilitzat, dient que "És un crim enviar homes al major atac amfibi de la història amb un suport de foc naval tan inadequat".
Just després de les 05:00, els alemanys de Port-en-Bessin van informar de la presència de vaixells davant la costa i, a les 05:30, van obrir foc d'artilleria contra el destructor USS Emmons. Al destructor es va unir el Georges Leygues, un vaixell de la França Lliure , i més tard el cuirassat USS Arkansas. A les 05:50 va començar el bombardeig naval previst. Pointe-du-Hoc va ser objectiu del cuirassat USS Texas i dels destructors USS Satterlee i HMS Talybont,, aquest últim havent destruït primer l'estació de radar de Pointe et Raz de la Percée.
El focus del bombardeig naval principal es va canviar a les defenses de la platja, i a les 06:00, 36 obusos M7 Priest i 34 tancs que s'acostaven a la platja en LCT van començar a complementar els canons navals. Se'ls va unir el foc de deu canons de 4,7 polzades muntats en llanxes de desembarcament i els coets de nou tancs de desembarcament (Rocket), aquests últims previstos per impactar quan les llanxes d'assalt eren a només 300 metres de la platja.
A les 06:00, 448 bombarders pesants Consolidated B-24 Liberator de les Forces Aèries de l'Exèrcit dels Estats Units, que ja havien completat una missió de bombardeig sobre Omaha a última hora del dia anterior, van tornar. Tanmateix, amb el cel ennuvolat i amb ordres d'evitar bombardejar les tropes que en aquell moment s'acostaven a la platja, els bombarders van sobrepassar els seus objectius i només van caure tres bombes prop de la zona de la platja.
Poc després de l'inici del bombardeig, el 916è Regiment de Granaders alemanys va informar que les seves posicions estaven sota un foc particularment intens, amb la posició a WN-60 molt afectada. Tot i que els Rangers de Pointe-du-Hoc van rebre una gran ajuda en el seu assalt als penya-segats pel Satterlee i el Talybont , en altres llocs el bombardeig aeri i naval no va ser tan eficaç, i les defenses de platja i l'artilleria de suport alemanyes van romandre en gran part intactes.
Una anàlisi posterior del suport naval durant la fase prèvia al desembarcament va concloure que la marina havia proporcionat un bombardeig inadequat, atesa la mida i l'abast de l'assalt previst. Kenneth P. Lord, un planificador de l'exèrcit dels Estats Units per a la invasió del Dia D, diu que, en sentir el pla de suport de foc naval per a Omaha, que limitava el suport a un cuirassat, dos creuers i sis destructors, ell i altres planificadors van quedar molt molestos, sobretot a la llum de l'enorme suport de foc naval donat als desembarcaments al Pacífic.
L'historiador Adrian R. Lewis postula que les baixes americanes s'haurien reduït considerablement si s'hagués implementat una barrera més llarga d, tot i que el cap d'estat major de la Primera Divisió d'Infanteria va dir que la Divisió no hauria pogut allunyar-se de la platja sense un foc naval eficaç.

## Les posicions alemanyes
Els alemanys van preparar perfectament les defenses. Els cinc accessos portaven cap a l'interior estaven plens d'obstacles i sota el foc de les posicions alemanyes.
Els obstacles
Els alemanys van instal·lar tota una sèrie d'obstacles sobre el terreny. Venint del mar, se succeïen:
- portes belgues: altes barreres metàl·liques que venien de la línia de defensa belga de 1940.
- rampes: troncs d'arbres llargs i oblics, recoberts d'una barra d'acer, alguna vegada minats, sostinguts per altres dos troncs més petits. El seu objectiu era evitar l'entrada i l'avenç de les barques.
- peus: troncs simples lleugeramant oblics amb una mina al damunt.
- Eriçons txecs: unions de tres posts metàl·liques, creuades i unides pel mig i clavades sobre ciment.

Més amunt, alguna part de la platja es va minar i es van crear fossats en els diferents accessos amb murs anticarro. Es van col·locar quilòmetres de filferro espinós. Les vil·les del costat del mar van ser destruïdes per no tenir problemes de tir. A l'extrem oest, però, se'n va deixar una, integrada en les posicions defensives.
Les posicions defensives
Es van instal·lar quinze posicions defensives, de les quals dotze dominaven la platja. Els alemanys les anomenaven Widerstandnester (WN) i tenien els números de 60 a 74. Aquestes posicions no estaven totes acabades. A cada una s'hi podia trobar un o dos canons de 50 a 88 mm; en sis casos, una torreta anticarro, quatre metralladores i dos o tres morters. Es tracta d'armament recuperat dels exèrcits de països vençuts. No hi havia cap peça d'artilleria pesant, tot i que a Longues-sur-Mer (6 km a l'est), hi havia una bateria de 4 canons 152 mm capaç d'intervenir a Omaha. El dispositiu era molt bo, ja que tenia tota la platja sota el tir directe des de diferents llocs i l'accés vers l'interior es feia molt complicat.
Les tropes
Les unitats alemanyes que defensaven el sector Omaha eren les divisions d'infanteria de la 352 i la 716 divisions, la primera a l'est i la segona a l'oest.
La 352 Divisió d'infanteria, comandada pel general Kraiss amb seu a Saint-Lô, va començar a prendre posicions el març. Aquesta divisió estava organitzada al voltant de veterans del front de l'est. Comprenia tres regiments de granaders (914, 915, i 916) amb deu batallons de quatre companyies cada un, un regiment d'artilleria i unitats de suport. Estaven desplegats de la manera següent:
- El 914 d'est a oest a Omaha beach.
- El 915, comandat pel coronel Meyer, estava de reserva al sud de Bayeux.
- El 916 comandat pel coronel Goth, amb seu a Trévières, es va desplagar així:
  - I batalló: a l'est, cap a Arromanches.
  - II batalló: entre Saint-Laurent i Colleville.
- El regiment d'artilleria, perfectament camuflat, es va desplegar per poder cobrir la platja.

La 716 Divisió d'infanteria era de menys qualitat. Estava comandada pel general Richter amb quarter a Caen. Es trobava a Normandia des del març de 1942 i comprenia dos regiments d'infanteria (726 i 736) amb tres batallons cada un, un regiment d'artilleria i un batalló de caçadors de carros.
- El 726 es va desplegar de la manera següent:
  - I batalló: dues companyies a Colleville i altres dues a 3 km a l'est.
  - II batalló: a Arromanches (Gold Beach)
  - III batalló: a Vierville.
- El 736 estava a Arromanches.
- El regiment d'artilleria comprenia 24 peces i podia fer foc sobre els 8 km de la platja.

## Les unitats nord-americanes

### Les forces de desembarcament
Generalitats
La platja Omaha es va assignar al V cos, amb el tinent general Gerow, que comprenia tres divisions d'infanteria (el 1r, el 2n i el 29), una divisió blindada (la 2a Tk Div), dos batallons de Rangers, i unitats de suport. La 2a divisió d'infanteria i la 2a divisió blindada van desembarcar en els dies que van seguir al 6 de juny.
Les divisions designades per desembarcar en un principi eren:
- a l'oest la 29 Divisió d'infanteria, amb el major general Gehrardt, que fou el primer atac.
- a l'est: la 1a Divisió d'infanteria, amb el major general Huebner, composta de veterans d'Àfrica i Sicília.

Cada una va ser reforçada per dos batallons de tancs, unitats antiaèries i altres mitjans de suport.
Les divisions d'infanteria
Cada divisió d'infanteria comptava amb 14000 homes i tenia:
- un QG
- una companyia de reconeixement
  - tres regiments d'infanteria que comprenien cada un:
    - tres companyies d'infanteria (les nou companyies del regiment tenien el nom de la A a la I, cadascuna comptava amb 190 homes.
    - quatre companyies de suport (QG, obusos de 105 mm, canons anticarro de 57 mm i serveis).
- quatre batallons d'artilleria
- transmissions i serveix

La 29 Divisió comprenia els 115, 116 i 175 regiments d'infanteria.
La 1a divisió comprenia els 16, 18 i 26 regiments d'infanteria.
Els batallons tank
Els batallons tank reforçaven els divisions en cap, les 743 a la 29 Divisió i el 741 a la 1a Divisió, estaven equipades amb carros amfibis. Comprenien cada un:
- un comandament
- tres companyies de 18 tancs mitjans Sherman M4 numerats A, B i C (A eren tancs estàndard, mentre que B i C tenien tancs DD amfibis), que comprenien cada una:
  - un comandament de tres tancs.
  - tres grups de 5 tancs.
- una companyia de tancs lleugers anomenada D.
- una companyia HQ (grups de reconeixement, morters i tancs d'assalt).
- una companyia de servei.

Els batallons de Rangers
Cada batalló de rangers tenien un efectiu de 500 homes repartits en sis petites companyies de 68 homes numerats de la A a la F. Cada companyia tenia 3 oficials i 65 homes, o sigui, un comandament i dos grups. Eren unitats d'elit que tenien una formació de comando.
Els dos batallons de rangers el 2n i el 5è tenien una missió aïllada: controlar la Pointe du Hoc a 5 km a l'oest d'Omaha, tenien en un principi tres companyies del 2n regiment. La companyia C d'aquest batalló havia de desembarcar amb la primera onada a l'extrem oest d'Omaha per establir una unió. Al senyal dels assaltats les altres unitats havien d'unir-se directament a la Pointe du Hoc, sinó desembarcarien a l'oest d'Omaha i arribarien a la Pointe du Hoc per terra.
Els enginyers
Les unitats d'enginyers comprenen les unitats orgàniques de les divisions però també de reforços, entre les quals unes especialitzades en la demolició de la Navy.

### La flota
El comandament de la flota estava a càrrec de l'almirall Hall que treballava estretament amb el general Gerow. Per al desembarcament, es van trobar en el navili Ancon que feia de vaixell insígnia.

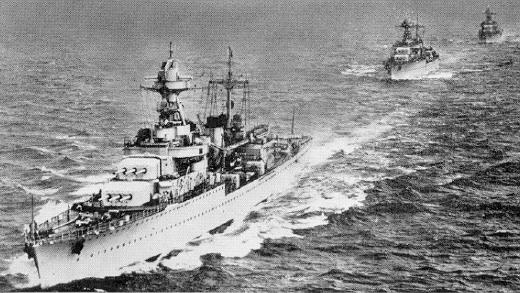
Croiseur Georges Leygues

Els navilis d'escorta, de suport i de servei
USS Texas (que va bombardejar la Pointe du Hoc)
USS Arkansas
HMS Glasgow
FS Montcalm
FS "Geroges Leygues"
12 destructors
En aquest punt encara falta afegir 33 dragadors de mines i 600 navilis més petits.
Els vaixells de transport
Més de 280 navilis de tipus divers, barques de desembarcament d'infanteria asseguraven el transport de 34000 homes i 3300 vehicles.
Els mitjans amfibis

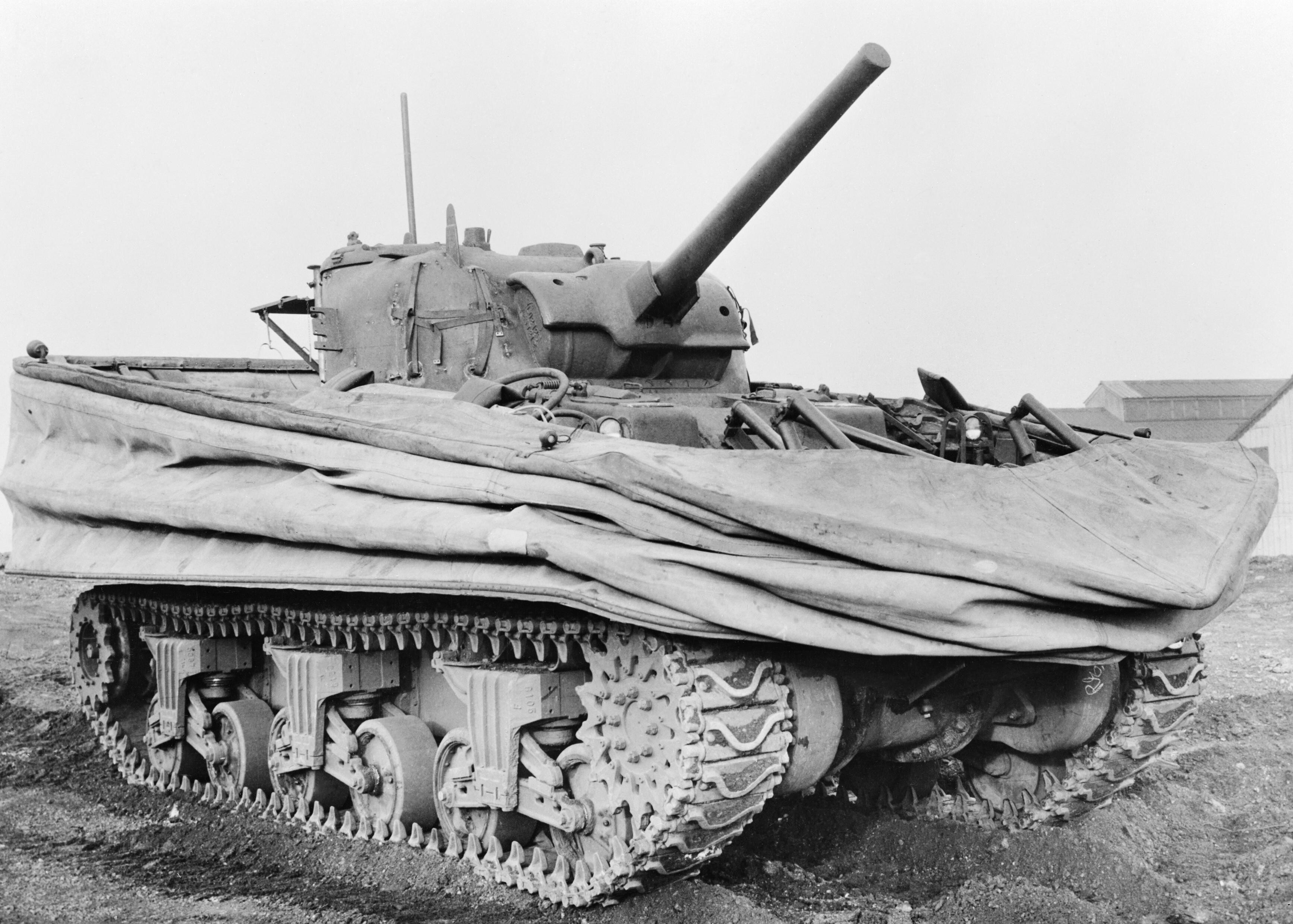
Sherman DD amb la faldilla abaixada

Múltiples mitjans amfibis es van construir per al desembarcament, sobretot carros amfibis i barques.
Els carros amfibis de nom DD, abreviació de "Duplex Drive" i que tenien el sobrenom "Donald Duck" pels tanquistes. Es tracta de tancs Sherman amb una faldilla de tela que el vestia i que servia per flotar. Dues hèlix asseguraven la propulsió. La posada a l'aigua es preveia a 4 km de la costa. Des de l'arribada a la platja la faldilla s'abaixava i el carro podia obria i moure's. Aquest material, imaginat pel general britànic Percy Hobart, va restar en secret fins al 6 de juny.
Les barques principals es deien:
- Landing Craft Assault (LCA) : més vell i menys ràpid (8 nusos), podia transportar 30 homes i tenia 12 m de llarg.
- Landing Craft Vehicle & Personnel (LCVP) : velocitat màxima, 12 nusos, podia transportar 36 homes o vehicles amb rodes, i tenia 12 m de llarg.

Els LCA et LCVP van transportar, en un principi, tropes d'infanteria.
- Landing Craft Mechanized (LCM) : podia transportar 60 homes o un carro, tenia una llargada de 13 m.

Els LCM van transportar les unitats d'enginyers amb els tankdozers.
- Landing Craft Tank (LCT) : podia transportar 3 o 4 carros mitjans, amb 60 m de llargada.

Els LCT podien transportar els carros Sherman fins a la platja, excepte els DD que van ser amarats a 4 km de la costa.
- Landing Craft Infantry (LCI) : n'hi havia dos models, amb capacitat per a 100 i 200 homes.

Hi havia naus especials:
- Landing Ship Infantry (LSI): transportava homes, LCA i LCM que els posava a l'aigua.
- Landing Ship Tank (LST) : que tenia grues i una rampa flotant per descarregar carros i altres vehicles.

### Planificació del desembarcament
Enquadrada a l'Operació Neptú, posada en pràctica de l'Operació Overlord, Omaha beach i la Pointe du Hoc es van atribuir a la força de desembarcament O, que seria seguida per la força B. La força O comprenia dos regiments de la 29, les divisions 115 i 116, dos regiments de la 1a divisió, dos batallons de rangers i els mitjans de suport. Representava un total de 34000 homes, 3600 vehicles, dirigits pel general major Huebner, assistit pel general adjunt, el brigadier general Norman Cota. Aquesta organització tenia l'objectiu d'assegurar la unitat del comandament a la fase inicial i facilitar el passatge de les dues divisions quan fos possible. Els altres elements de les dues divisions constituïen temporalment la força B, que va desembarcar més tard i que estava sota el comandament del comandant de la 29 divisió.
Dos regiments van desembarcar al cap, cadascun sobre un front de 3 a 4 quilòmetres:
- a l'oest el 116 RCT (de la 29 divisió), reforçat, entre d'altres, pel 743 batalló de tancs.
- a l'est, el 16 RCT de la 1a divisió, i el 741 batalló de tancs.

Aquests regiments eren anomenats "Regiment Combat Team" (RCT) perquè estaven compostos principalment per infanteria però també de tancs, unitats d'enginyers, mitjans antiaeris, d'artilleria i de suport logístic i mèdic.
Per al desembarcament a terra d'un RCT (3500 homes i 300 vehicles), són previstos entorn: 80 LCVP, 20 LCA, LCM i 50 LCT (feien viatges entre la platja i els navilis de transport).
La platja d'Omaha estava dividia en sectors de llargades diferents que portaven els noms de Charlie, Dog Green, Dog White… per tal de coordinar l'arribada de les unitats envers els seus objectius.
L'ordre de successió de les unitats era molt precisa i en funció del temps i pel sector, el personal i els vehicles per desembarcar amb els mitjans de transport naval. Les barques de desembarcament van haver de fer rotacions entre la platja i els navilis de transport i se'n van perdre unes quantes. El comandament, sabia també, que els seus plans de desembarcament no serien seguits com una guia.
Els primers elements que havien d'arribar a la platja foren els carros DD per l'efecte sorpresa. N'hi havia 64 per a la totalitat de la platja. Foren immediatament seguits per les companyies d'infanteria (quatre per RCT) i unitats d'enginyers.
Les unitats d'enginyers es van articular en setze Gap Assault Teams (8 per RCT) compostos cada una per una quarantena d'enginyers però també d'unitats de demolició de la Navy. Cada equip disposava d'un Tankdozer. Van ser portats a la platja pels LCM. La seva missió era destruir per crear 16 bretxes de 45 m d'amplada. Aquest treball era indispensable perquè la marea pujaria i permetria a les barques arribar.
Com a il·lustració, la taula que segueix dona una síntesi del desembarcament per als primes 30 minuts:
| Timing     | 116 RCT                                                               | 16 RCT                                                                |
| ---------- | --------------------------------------------------------------------- | --------------------------------------------------------------------- |
| H-10 / H-5 | 32 tancs DD Dues companyies de tancs amfibis                          | 32 tancs DD Dues companyies de tancs amfibis                          |
| H          | 8 LCT Una companyia de tanc estàndard                                 | 8 LCT Una companyia de tanc estàndard                                 |
| H+1        | 6 LCA + 18 LCVP Quatre companyies d'infanteria                        | 12 LCA + 12 LCVP Quatre companyies d'infanteria                       |
| H+3        | 2 LCA : una companyia ranger 12 LCM : unitats d'enginyers             | 8 LCM : unitats d'enginyers                                           |
| H+8        |                                                                       | 4 LCM unités génie                                                    |
| H+25       |                                                                       | 6 LCM unités génie                                                    |
| H+30       | 8 LCA + 19 LCVP Dues companyies d'infanteria, HQs, unitats antiaèries | 6 LCA + 20 LCVP Dues companyies d'infanteria, HQs, unitats antiaèries |

Tot seguit van arribar, entre l'hora H+40 min. a l'hora H+120 min., una nova onada de reforços cada deu minuts. En la hipòtesi que el 5è batalló de rangers i les dues darreres companyies del 2n batalló no poguessin arribar a la Pointe du Hoc, estava previst que anessin a Dog Green entre H+60 i H+70.
En quatre hores, les dues RCT al capdavant havien d'haver desembarcat. Llavors seguirien els altres dos regiments d'infanteria de cada divisió i els diversos elements de suport.

## La batalla

### L'assalt inicial

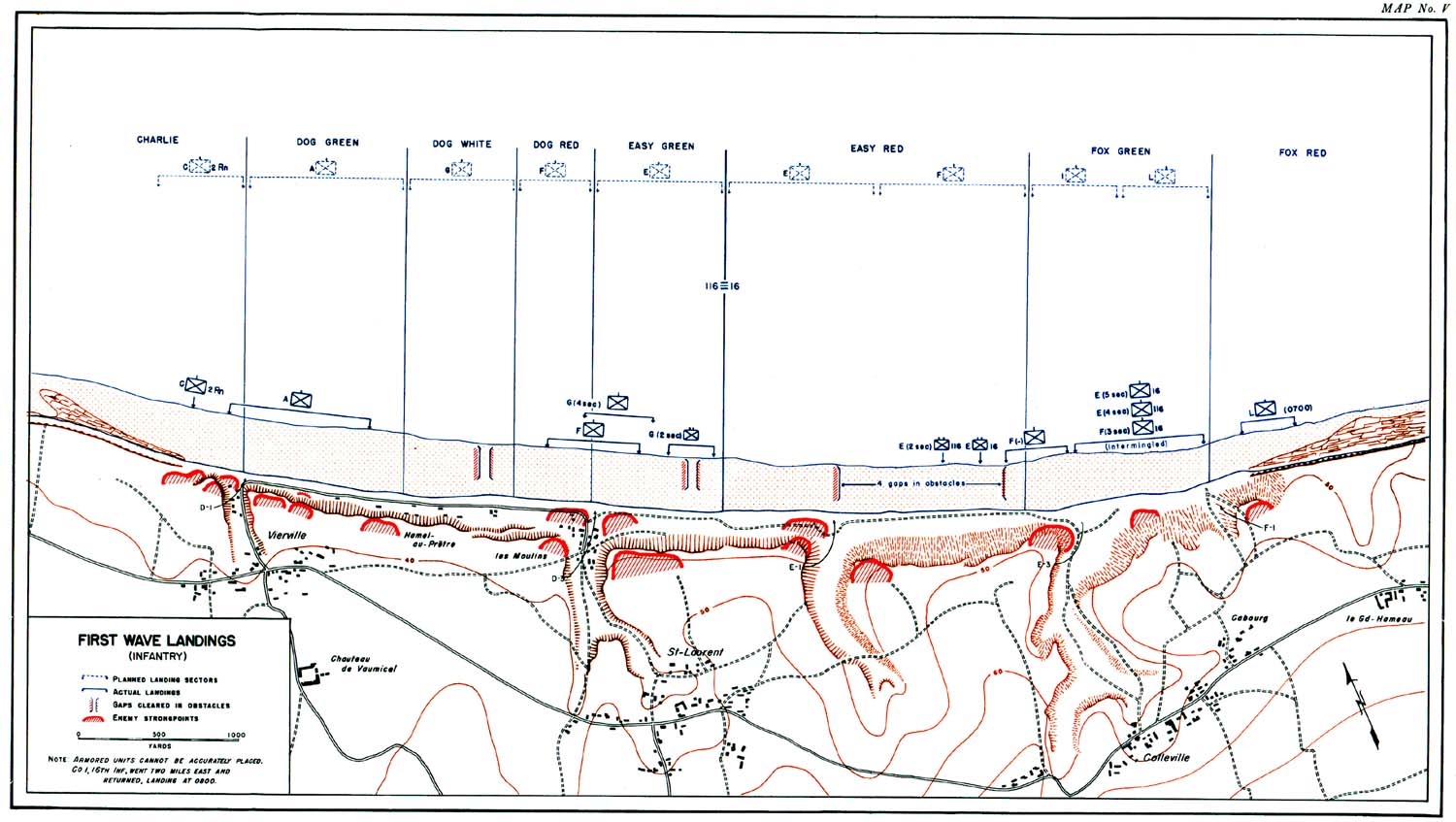
Mapa històric oficial que mostra els desembarcaments de la primera onada d'assalt

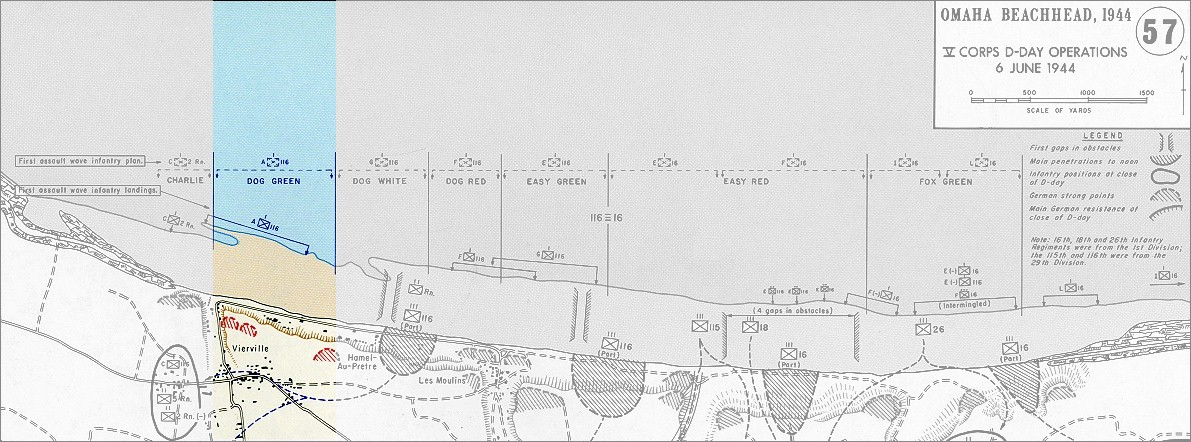
Dog Green

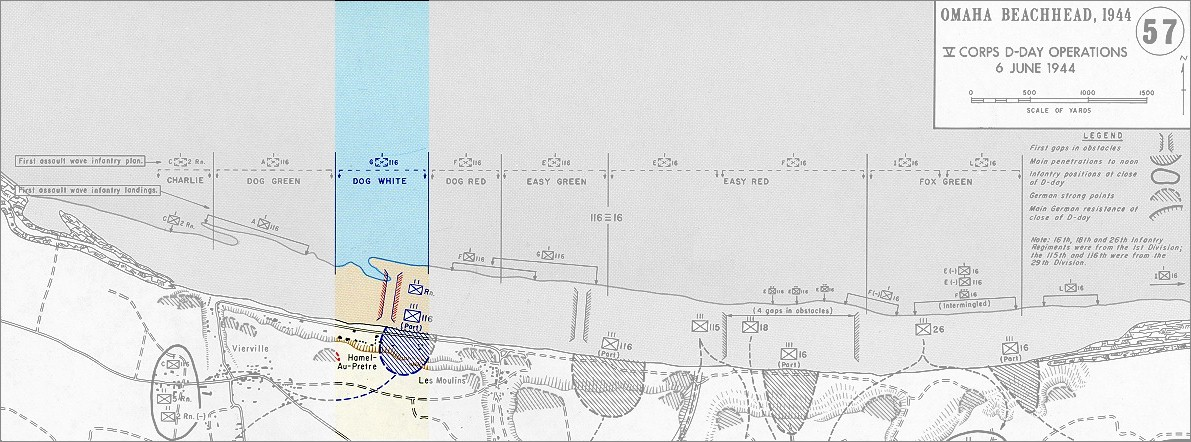
Dog White

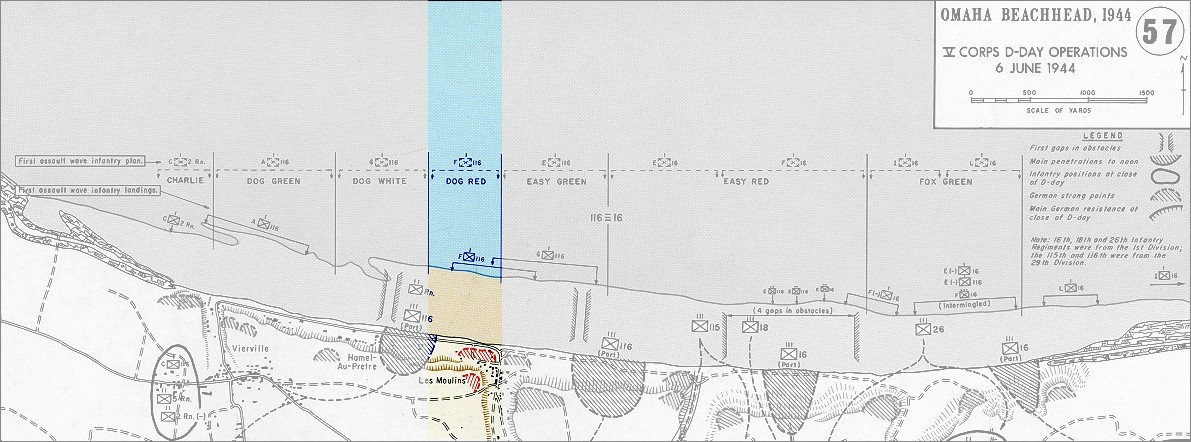
Dog Red

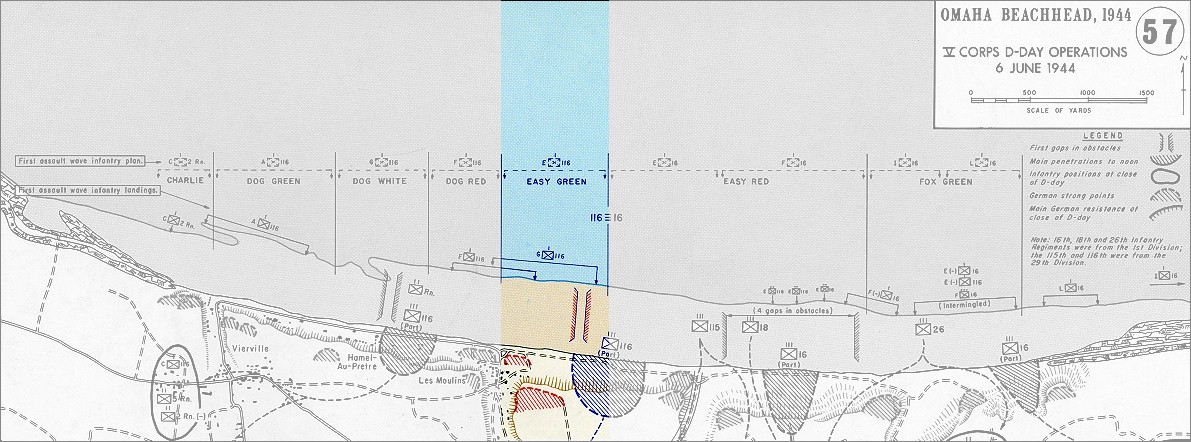
Easy Green

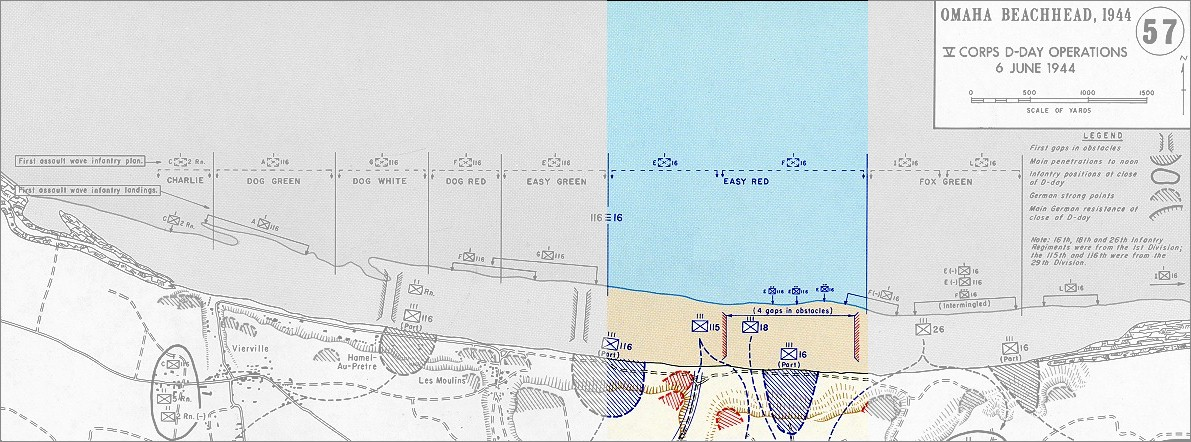
Easy Red

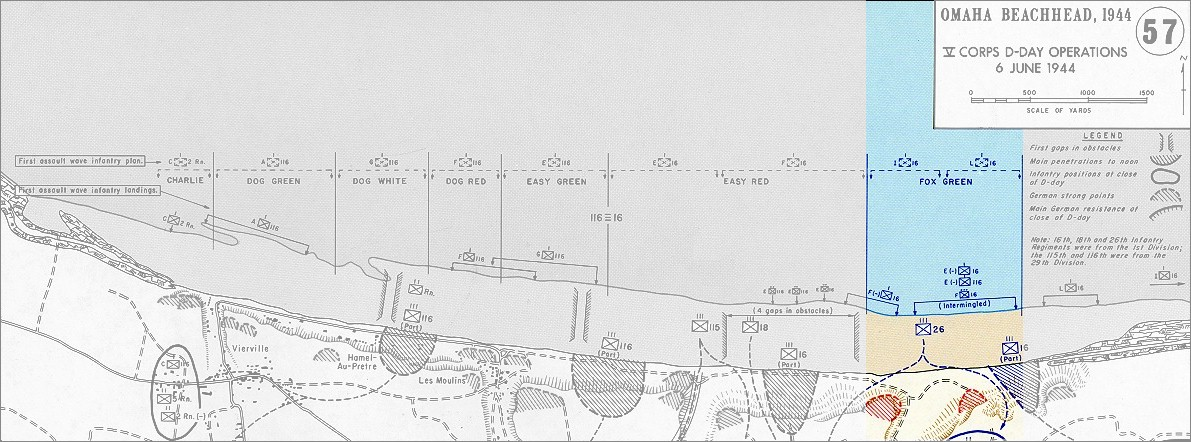
Fox Green

Malgrat aquests preparatius, ben poca cosa va anar segons el previst. Deu llanxes de desembarcament van quedar inundades per la mar brava abans d'arribar a la platja, i diverses altres van romandre a flotació només perquè els seus passatgers van treure aigua amb els seus cascos. El mareig era prevalent entre les tropes que esperaven mar endins. Al front del 16è RCT, les llanxes de desembarcament van passar homes amb salvavides i en basses que lluitaven, supervivents dels tancs DD que s'havien enfonsat a la mar brava. La navegació dels vehicles de desembarcament es va dificultar pel fum i la boira que enfosquien els punts de referència que havien d'utilitzar per guiar-se, mentre que un fort corrent els empenyia contínuament cap a l'est.
A mesura que les embarcacions s'acostaven a uns pocs centenars de metres de la costa, van patir un foc cada cop més intens d'armes automàtiques i artilleria. Només llavors la força va descobrir la ineficàcia del bombardeig previ al desembarcament. Els bombarders, que es trobaven ennuvolats, havien rebut l'ordre d'implementar un pla preestablert per compensar la disminució de la precisió. El centre de la focalització es va desplaçar terra endins per garantir la seguretat de les tropes aliades que desembarcaven. Com a resultat, hi va haver pocs o cap dany a les defenses de la platja.

#### Desembarcaments de tancs
A causa de les condicions del mar tan agitades, es va prendre la decisió que el 116è LCT portés els tancs DD del 743è Batalló de Tancs fins a la platja, després que 27 dels 29 tancs DD inicials del 741è Batalló de Tancs s'inundessin mentre avançaven cap a la costa. En arribar davant del ben defensat carreró de Vierville, la Companyia B del 743è Batalló de Tancs va perdre tots els seus oficials excepte un i la meitat dels seus tancs DD. Les altres dues companyies van desembarcar a l'esquerra del B/743 sense pèrdues inicials. Al front del 16è RCT, als dos tancs DD del 741è Batalló de Tancs que havien sobreviscut a la travessa fins a la costa se'ls van unir tres més que van desembarcar directament a la platja a causa de la rampa danyada del seu LCT. La companyia de tancs restant va aconseguir desembarcar 14 dels seus 16 tancs (tot i que tres d'aquests van ser ràpidament destruïts).

#### Els desembarcaments de la infanteria
Jo vaig ser el primer a sortir. El setè home va ser el següent a creuar la platja sense ser tocat. Tots els que hi havia entremig van ser tocats. Dos van morir; tres van resultar ferits. Així de sort que havies de tenir.
De les nou companyies que van desembarcar a la primera onada, només la Companyia A del 116è RCT a Dog Green i els Rangers a la seva dreta van desembarcar on havien previst. L'E/116, que apuntava a Easy Green, va acabar escampat per les dues platges de la zona del 16è RCT. El G/116, que apuntava a Dog White, va obrir una bretxa de 900 metres (1.000 iardes) entre ells i l'A/116 a la seva dreta quan van desembarcar a Easy Green. L'I/16 va anar tan a l'est que no va desembarcar fins durant una hora i mitja més.
Quan la infanteria desembarcava de les llanxes de desembarcament, sovint es trobaven en bancs de sorra de 50 a 90 metres (de 50 a 100 iardes) de profunditat. Per arribar a la platja havien de caminar per l'aigua, de vegades fins al coll, i encara els quedaven 180 metres (200 iardes) o més per recórrer quan arribaven a la costa. Els que van arribar a la riba de còdols ho van fer a pas de penya-segat perquè anaven molt carregats. La majoria de les seccions van haver d'afrontar tot el pes del foc d'armes petites, morters, artilleria i camps entrellaçats de foc de metralladora. On el bombardeig naval va provocar incendis a l'herba, com va passar a Dog Red, davant del punt fort de Les Moulins, el fum va enfosquir les tropes de desembarcament i va impedir que els defensors fessin foc eficaç. Algunes seccions del G/116 i l'F/116 van poder arribar a la riba de còdols relativament il•lesos, tot i que aquest últim es va desorganitzar després de la pèrdua dels seus oficials. El G/116 va aconseguir mantenir certa cohesió, però aquesta es va perdre aviat a mesura que es dirigien cap a l'oest sota el foc al llarg de la pedrera en un intent d'assolir els objectius assignats. La dispersió de les llanxes va ser més evident al front del 16è RCT, on parts de l'E/16, l'F/16 i l'E/116 s'havien barrejat, cosa que va dificultar que les seccions s'unís per improvisar assalts de companyia que podrien haver revertit la situació causada pels aterratges fallits. Aquelles seccions disperses de l'E/116 que van desembarcar a Easy Red van poder escapar de moltes baixes, tot i que, havent trobat un rierol profund després de ser aterrats en un banc de sorra, es van veure obligats a descartar la majoria de les seves armes per arribar nedant a la costa.

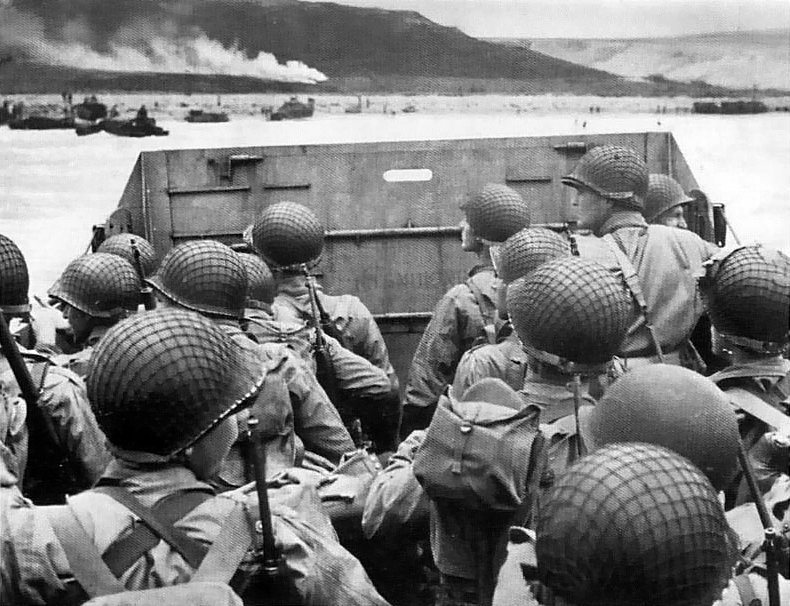
Soldats americans a punt de desembarcar

Les baixes van ser més greus entre les tropes que van desembarcar a cada extrem d'Omaha. A l'est, a Fox Green i al tram adjacent d'Easy Red, elements dispersos de tres companyies es van reduir a la meitat dels seus efectius quan van aconseguir la relativa seguretat de la platja de còdols, molts d'ells havent recorregut els 270 metres (300 iardes) de platja just abans de la marea entrant. Al cap de 15 minuts de desembarcar a Dog Green, a l'extrem oest de la platja, l'A/116 havia quedat fet a trossos, i els líders es trobaven entre les aproximadament 120 baixes Al minut 0:39, aquest clip mostra un gran grup d'homes corrent per una platja ennuvolada coberta d'eriçons txecs  els supervivents es van veure reduïts a buscar refugi a la vora de l'aigua o darrere d'obstacles. La companyia Ranger més petita a la seva dreta ho havia fet una mica millor, havent-se refugiat als penya-segats, però també s'havien reduït a la meitat dels seus efectius.
L'L/16 finalment va desembarcar, amb 30 minuts de retard, a l'esquerra de Fox Green, i va patir baixes quan les llanxes van arribar i més quan van creuar els 180 metres (200 iardes) de platja. El terreny a l'extrem oriental d'Omaha els donava prou protecció per permetre que els 125 supervivents s'organitzessin i comencessin un assalt als penya-segats. Eren l'única companyia de la primera onada capaç d'operar com una unitat.    Totes les altres companyies estaven, en el millor dels casos, desorganitzades, majoritàriament sense líder i atrapades darrere dels còdols sense esperança de dur a terme les seves missions d'assalt. En el pitjor dels casos, havien deixat d'existir com a unitats de combat. Gairebé totes havien desembarcat almenys a uns pocs centenars de metres de l'objectiu, i en una operació intricadament planificada on a cada secció de cada llanxa se li havia assignat una tasca específica, això va ser suficient per fer desaparèixer tot el pla.

### Els desembarcaments dels enginyers
Igual que la infanteria, els enginyers havien estat allunyats dels seus objectius, i només cinc dels 16 equips van arribar a les seves ubicacions assignades. Tres equips van arribar on no hi havia infanteria ni blindats per cobrir-los. Treballant sota un foc intens, els enginyers es van dedicar a la tasca de netejar buits a través dels obstacles de la platja, una feina que es va fer més difícil per la pèrdua d'equipament i per la infanteria que passava o es refugiava darrere dels obstacles que intentaven destruir. També van patir moltes baixes quan el foc enemic va fer detonar els explosius amb què treballaven. Vuit homes d'un equip arrossegaven el seu bot de goma precarregat fora del LCM quan l'artilleria va impactar; només un va sobreviure a la detonació resultant dels seus subministraments. Un altre equip acabava de col·locar els seus explosius quan la zona va ser impactada per foc de morter. L'explosió prematura de les càrregues va matar o ferir 19 enginyers, així com alguns infants propers. No obstant això, els enginyers van aconseguir netejar sis buits, un a Dog White i un a Easy Green al front del 116è RCT, els altres quatre a Easy Red al front del 16è RCT. Havien patit baixes de més del 40%.

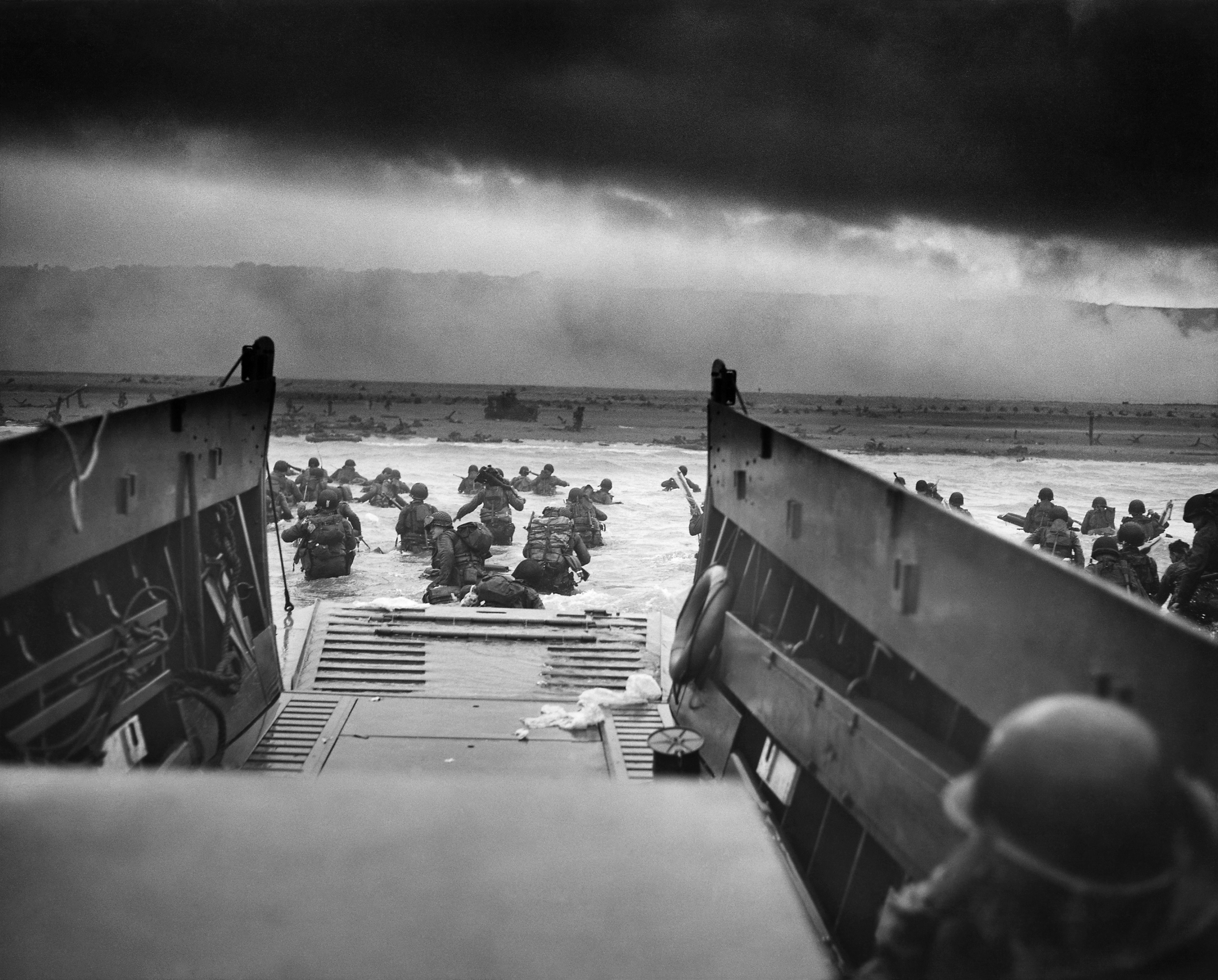
Soldats desembarcant en direcció a la platja

### La segona onada d'assalt

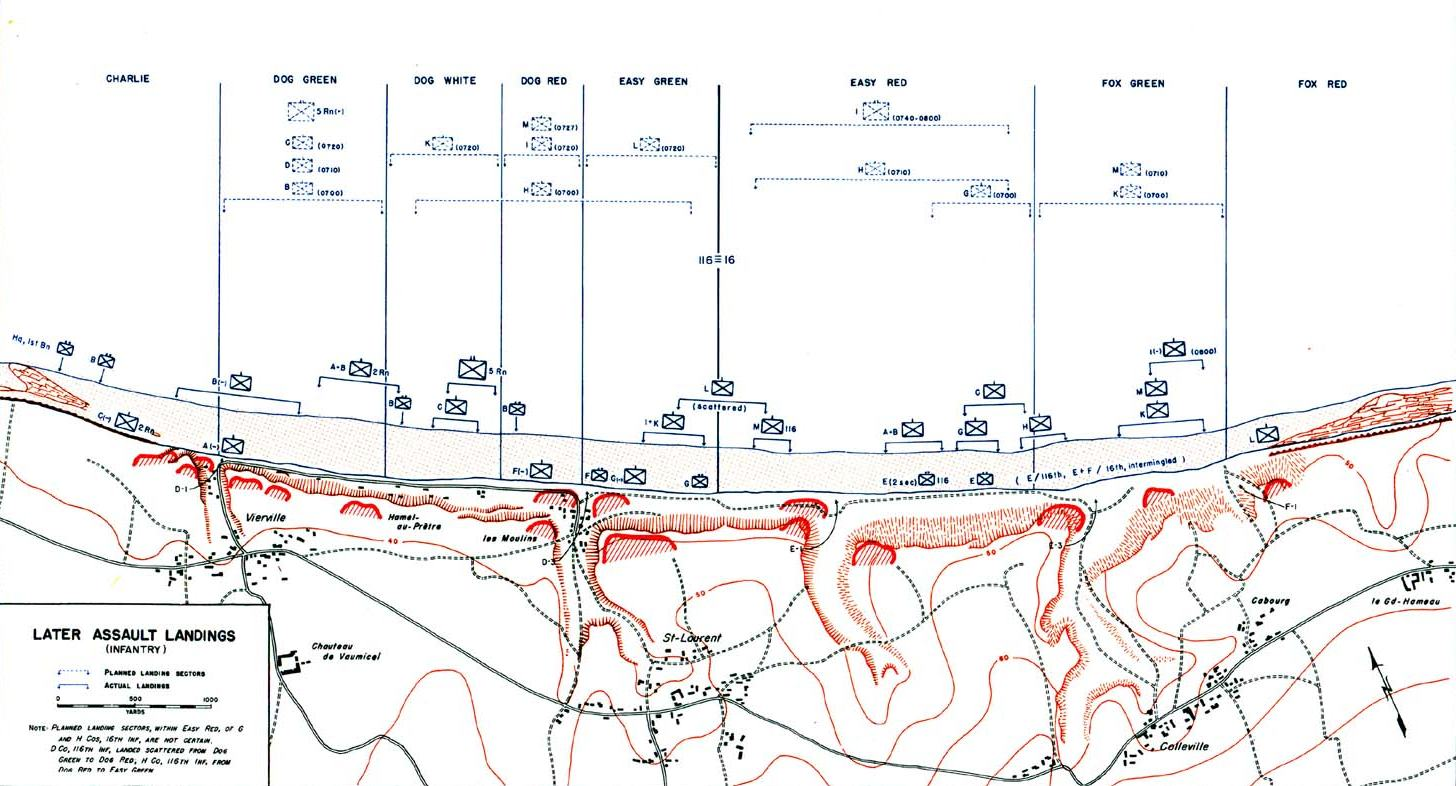
Mapa històric oficial que mostra els desembarcaments de la segona onada d'assalt.

Amb els objectius inicials incomplerts, la segona onada de desembarcaments d'assalt, que va ser més gran, va portar reforços, armes de suport i elements del quarter general a les 07:00, per afrontar gairebé les mateixes dificultats que la primera. La segona onada va ser més gran, de manera que el foc dels defensors va estar menys concentrat. Els supervivents de la primera onada no van poder proporcionar un foc de cobertura eficaç, i en alguns llocs les tropes de desembarcament fresques van patir taxes de baixes tan altes com les de la primera onada. El fet de no haver netejat camins a través dels obstacles de la platja també va augmentar les dificultats de la segona onada. A més, la marea entrant començava a amagar els obstacles restants, provocant un alt desgast entre les llanxes de desembarcament abans que arribessin a la costa. Com en els desembarcaments inicials, la navegació difícil va provocar desembarcaments erronis pertorbadors, dispersant la infanteria i separant elements vitals del quarter general de les seves unitats.
Al front del 116è RCT, la resta del 1r Batalló, B/116, C/116 i D/116, havien de desembarcar en suport de l'A/116 a Dog Green. Tres vaixells, incloent-hi el seu quarter general i els grups de caps de platja, van desembarcar massa a l'oest, sota els penya-segats. Es desconeixen les baixes exactes en creuar la platja, però entre un terç i la meitat dels que van arribar a la costa van passar la resta del dia atrapats pels franctiradors. No totes les seccions del B/116, molt dispers, van desembarcar allà, però els que ho van fer es van veure obligats ràpidament a unir-se als supervivents de l'A/116 que lluitaven per sobreviure a la vora de l'aigua. Dues companyies del 2n Rangers, que van arribar més tard a la vora de Dog Green, van aconseguir arribar al dic, però a costa de la meitat dels seus efectius.
A l'esquerra de Dog Green hi havia Dog White, entre els punts forts de Vierville i Les Moulins (defensant els quadres D-1 i D-3); i aquí hi havia una història diferent. Com a resultat de desembarcaments erronis anteriors, i ara a causa del seu propi desembarcament erroni, les tropes del C/116 es van trobar soles a Dog White, amb un grapat de tancs de la primera onada a la vista. Amb el fum dels focs d'herba cobrint el seu avanç per la platja, van guanyar el dic amb poques baixes i estaven en millor forma que qualsevol unitat del front del 116è RCT fins aleshores. Tot i que el 1r Batalló estava efectivament desarmat de les seves armes pesades quan el D/116 va patir un desembarcament desastrós, la concentració a Dog White va continuar. Al C/116 es va unir el 5è Batalló de Rangers gairebé en la seva totalitat. El comandant del batalló de Rangers, el coronel Max Schneider, reconeixent la situació a Dog Green durant el desembarcament, va ordenar a les llanxes d'assalt que es desviessin cap a Dog White. Igual que el C/116, el fum va cobrir el seu avanç, tot i que el 2n de Rangers va quedar atrapat al flanc dret del desembarcament dels Rangers. Aquí va ser on el grup de comandament del regiment 116è RCT, inclòs el comandant adjunt de la 29a Divisió, el general de brigada Norman "Dutch" Cota, va poder desembarcar relativament il•lès.
Més a l'est, les defenses dels punts forts van ser efectives. A la frontera entre Dog Red i Easy Green, les defenses al voltant del punt fort de Les Moulins van afectar durament el 2n Batalló restant, amb elements de l'H/116 i del quarter general lluitant per desembarcar allà. Els supervivents es van unir a les restes del F/116 darrere de la penya-segada, i aquí el comandant del batalló va poder organitzar 50 homes per a un avanç improvisat a través del penya-segat. Un altre avanç pels penya-segats just a l'est de Les Moulins va ser massa feble per tenir cap efecte i es va veure obligat a retrocedir. A la seva esquerra, principalment entre els corriols de la frontera entre Easy Green i Easy Red, el batalló de suport del 116è RCT va desembarcar sense gaires pèrdues, tot i que es van dispersar i estaven massa desorganitzats per participar immediatament en un assalt als penya-segats.
Al front del 16è RCT, a l'extrem oriental d'Easy Red, hi havia una altra zona entre punts forts. Això va permetre al G/16 i al batalló de suport escapar de la destrucció completa en el seu avanç per la platja. No obstant això, la majoria de les 63 baixes del G/16 del dia van arribar abans d'arribar a la penya-segada. L'altra companyia del 2n Batalló va desembarcar a la segona onada; l'H/16 va arribar uns centenars de metres a l'esquerra, davant del desplegament E-3, i en va patir les conseqüències: van quedar fora de combat durant diverses hores.
A la platja més oriental, Fox Green, elements de cinc companyies diferents s'havien enredat, i la situació no va millorar gaire amb els desembarcaments igualment desorganitzats de la segona onada. Dues companyies més del 3r Batalló es van unir a la baralla i, després d'haver-se desviat cap a l'est a la primera onada, l'I/16 finalment va fer el seu traumàtic desembarcament a Fox Green, a les 08:00. Dues de les seves sis embarcacions van quedar inundades en el seu desviament cap a l'est, i quan van entrar sota foc, tres de les quatre embarcacions restants van ser danyades per artilleria o mines, i la quarta va quedar enganxada en un obstacle. Un capità d'aquesta companyia es va trobar com a oficial superior i a càrrec del 3r Batalló, que estava en mal estat.

### La situació americana

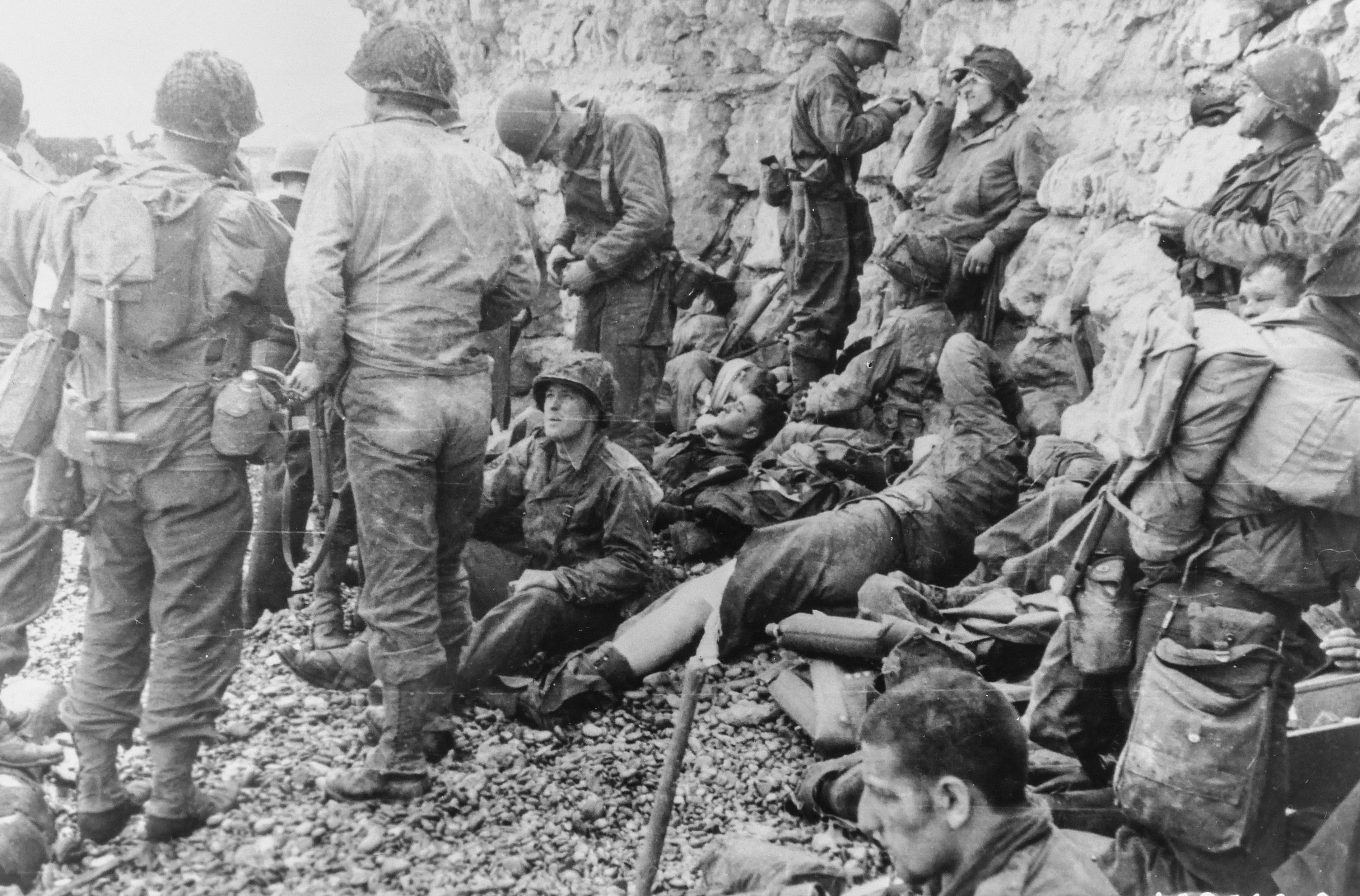
Tropes d'assalt del 3r Batalló, 16è RCT, de les dues primeres onades, s'aixopluguen sota els penya-segats de calcària (que identifiquen això com una zona de Fox Red).

Juntament amb el desembarcament de la infanteria en la segona onada, van començar a arribar armes de suport, trobant-se amb el mateix caos i destrucció que les companyies de fusellers. Els enginyers de combat, encarregats de netejar les sortides i marcar les platges, van desembarcar fora de l'objectiu i sense el seu equipament.
Molts semierugues, jeeps i camions van naufragar en aigües profundes; els que van arribar a terra aviat van quedar encallats a la platja, que s'estrenyia, convertint-se en objectius fàcils per als defensors alemanys. La majoria de les ràdios es van perdre, cosa que va dificultar encara més la tasca d'organitzar les tropes disperses i desanimades, i els grups de comandament que van arribar a la costa van trobar que la seva eficàcia estava limitada a les seves rodalies immediates. Excepte per uns quants tancs supervivents i un esquadró d'armes pesades aquí o allà, les tropes d'assalt només tenien les seves armes personals, que, havent estat arrossegades per les onades i la sorra, invariablement necessitaven una neteja abans de poder ser utilitzades.
Els supervivents de la platja, molts dels quals s'enfrontaven al combat per primera vegada, es van trobar relativament ben protegits del foc d'armes petites, però encara exposats a l'artilleria i els morters. Davant d'ells hi havia planes fortament minades exposades al foc actiu dels penya-segats superiors. La moral es va convertir naturalment en un problema. Molts grups no tenien líders i van ser testimonis del destí de les tropes veïnes i dels desembarcaments que s'acostaven. Els homes ferits a la platja s'ofegaven amb la marea entrant i les llanxes de desembarcament que arribaven eren colpejades i incendiades.

### La situació alemanya
A les 07:35, el tercer batalló del 726è Regiment de Granaders, que defensava el Tauler F-1 a la platja de Fox Green, informava que entre 100 i 200 soldats americans havien penetrat al front, amb tropes dins del cable a WN-62 i WN-61 atacant els alemanys per la rereguarda. Des del punt de vista alemany de Pointe de la Percée, dominant tota la platja des de l'extrem oest, semblava que l'assalt s'havia aturat a la platja. Un oficial va notar que les tropes buscaven refugi darrere d'obstacles i va comptar deu tancs en flames. Així, encara a les 13:35, la 352a divisió informava que l'assalt havia estat llançat de nou al mar.
Heinrich Severloh, un metrallador de la WN62 amb el sobrenom de "La bèstia d'Omaha", va afirmar haver disparat 13.500 trets amb una MG 42 i 400 utilitzant dos rifles Karabiner 98k, un pes total de municions de més de 375 quilograms.   Tot i que aquestes xifres apareixen en diversos relats, es basen únicament en la memòria personal de Severloh, expressada més de mig segle després. Els historiadors continuen sent escèptics, ja que les seves xifres impliquen una cadència de foc i una taxa d'impacte considerades inversemblants.
Les baixes entre els defensors anaven augmentant. Mentre el 916è Regiment, que defensava el centre de la 352a zona, informava que els desembarcaments s'havien frustrat, també sol·licitava reforços. La demanda no es va poder atendre, perquè la situació en altres llocs de Normandia es tornava més urgent per als defensors. La força de reserva de la 352a Divisió alemanya, el 915è Regiment, que s'havia desplegat anteriorment contra els desembarcaments aerotransportats nord-americans a l'oest d'Omaha, va ser desviada a la zona de Gold Beach, a l'est d'Omaha, on les defenses alemanyes s'estaven ensorrant.

### El trencament
"Et quedaràs allà estirat i et mataran, o t'aixecaràs i faràs alguna cosa al respecte?"
Les característiques geogràfiques clau que havien influït en els desembarcaments també van influir en la següent fase de la batalla: els desembarcaments, les sortides naturals de les platges, eren els principals objectius del pla d'assalt inicial. Les defenses fortament concentrades al voltant d'aquests desembarcaments van fer que les tropes que desembarcaven a prop d'ells es tornessin ràpidament incapaces de dur a terme un altre assalt. A les zones entre els desembarcaments, als penya-segats, les unitats van poder desembarcar amb més força. Les defenses també eren més febles lluny dels desembarcaments, per la qual cosa la majoria dels avenços es van fer allà.
L'altre aspecte clau de les següents hores va ser el lideratge. El pla original estava fet miques, amb tantes unitats mal aterrades, desorganitzades i disperses. La majoria dels comandants havien caigut o eren absents, i hi havia poques maneres de comunicar-se, a part de les ordres cridades. En alguns llocs, petits grups d'homes, de vegades reunits de diferents companyies, en alguns casos de diferents divisions, van ser "...inspirats, animats o intimidats..." fora de la relativa seguretat de la penya-segada, començant la perillosa tasca de reduir les defenses a la part superior dels penya-segats.

#### Assaltant els penya-segats

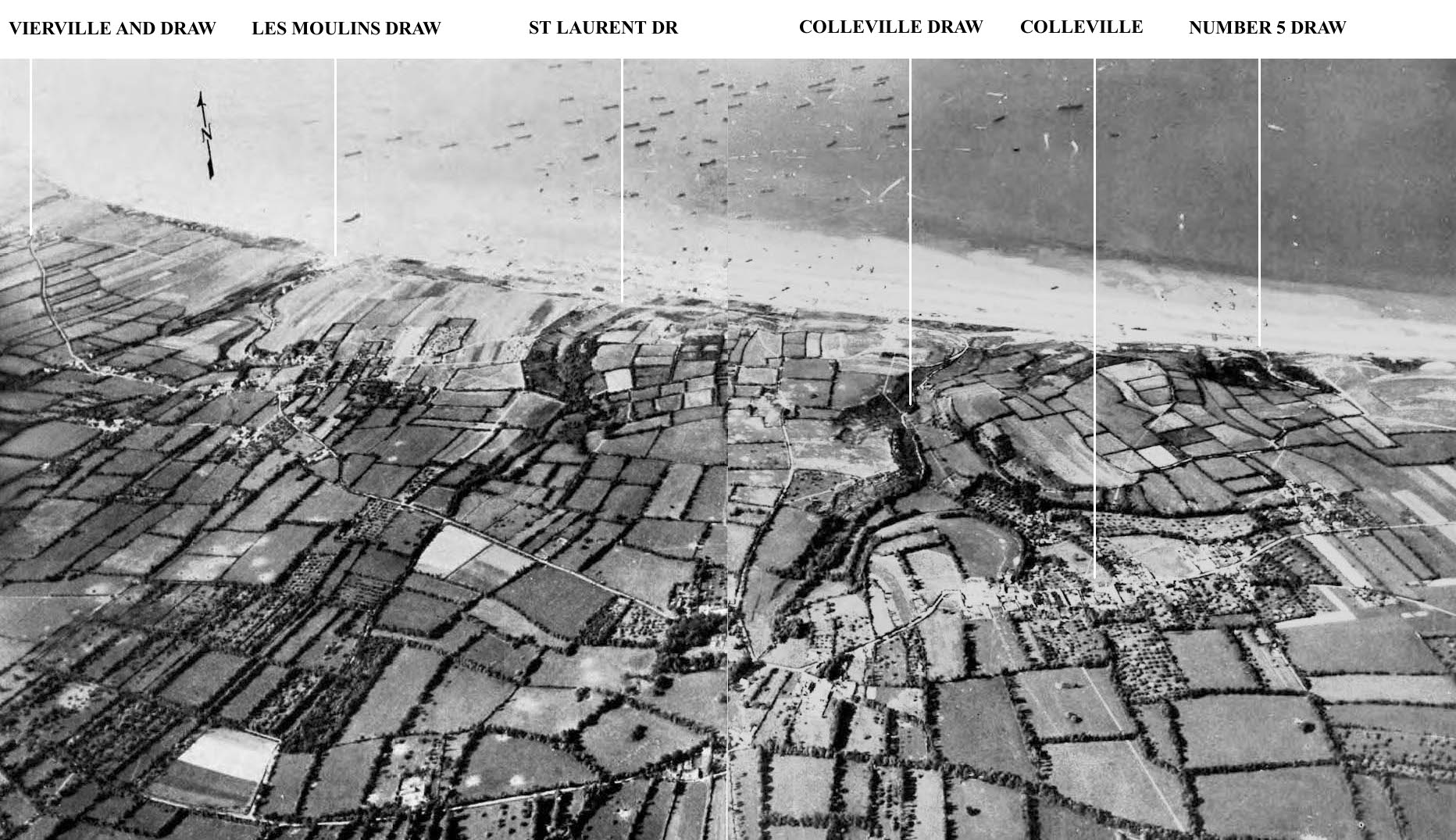
Vista aèria d'Omaha que mostra els sortejos, d'esquerra a dreta; Vierville (D-1), Les Moulins (D-3), St. Laurent (E-1), Colleville (E-3) i el "Sors número 5" (F-1).

Els supervivents de la companyia C del 2n regiment de Rangers de la primera onada van desembarcar a Dog Green cap a les 06:45; a les 07:30, havien escalat els penya-segats prop de Dog Green i el desembarcament de Vierville. Més tard se'ls va unir una secció del B/116 que havia aterrat malament, i aquest grup va passar la major part del dia amarrant i finalment prenent la WN-73, que defensava el desembarcament D-1 a Vierville.
A les 07:50, Cota va liderar la càrrega des de Dog White, entre WN-68 i WN-70, forçant buits al filferro amb un torpede Bangalore i unes talladores de filferro. Vint minuts més tard, els 5è Rangers es van unir a l'avanç i van explotar més obertures. El grup de comandament es va establir a la part superior del penya-segat, i elements del G/116 i H/116 s'hi van unir, després d'haver-se mogut lateralment per la platja, i ara el front estret s'havia eixamplat cap a l'est. Abans de les 09:00, petits grups de l'F/116 i el B/116 van arribar a les crestes just a l'est de Dog White. El flanc dret d'aquesta penetració estava cobert pels supervivents de les companyies A i B del 2n de Rangers, que havien lluitat independentment fins al cim entre les 08:00 i les 08:30. Van prendre WN-70 (ja greument danyat pels projectils navals) i es van unir al 5è de Rangers per al moviment cap a l'interior. A les 09:00, més de 600 soldats americans, en grups que anaven des de la mida d'una companyia fins a només uns pocs homes, havien arribat al cim del penya-segat davant de Dog White i avançaven terra endins.
El 3r batalló del 116è RCT es va obrir pas a través de les planes i pel penya-segat entre el WN-66 (que defensava la línia D-3 a Les Moulins) i el WN-65 (que defensava la línia E-1). Van avançar en petits grups, amb el suport de les armes pesades de l'M/116, que es trobava a la base del penya-segat. El progrés es va veure alentit per les mines als vessants del penya-segat, però elements de les tres companyies de fusellers, així com una secció dispersa del G/116, havien guanyat el cim a les 09:00, cosa que va fer que els defensors del WN-62 informessin erròniament que tant el WN-65 com el WN-66 havien estat presos.
Entre les 07:30 i les 08:30, elements del G/16, E/16 i E/116 es van unir i van escalar els penya-segats d'Easy Red, entre WN-64 (defensant la línia E-1) i WN-62 (la línia E-3). A les 09:05, observadors alemanys van informar que el WN-61 s'havia perdut i que una metralladora encara disparava des del WN-62. 150 homes, majoritàriament del G/16, havent arribat al cim més obstaculitzats pels camps de mines que pel foc enemic, van continuar cap al sud per atacar el lloc de comandament del WN-63 a la vora de Colleville. Mentrestant, l'E/16, liderat pel segon tinent John M. Spalding i el capità Robert L. Sheppard V, va girar cap a l'oest al llarg de la part superior dels penya-segats, participant en una batalla de dues hores per WN-64. El seu petit grup de només quatre homes havia neutralitzat eficaçment aquest punt a mig matí, fent 21 presoners, just a temps per evitar que ataquessin les tropes que acabaven de desembarcar. A la platja de sota, el comandant del 16è RCT, el coronel George Taylor, havia desembarcat a les 08:15. Amb les paraules "Dos tipus de persones es troben en aquesta platja, els morts i els que moriran; ara fotem el camp d'aquí!" va organitzar grups d'homes independentment de la seva unitat, posant-los sota el comandament del sotsoficial més proper i enviant-los a través de la zona oberta pel G/16. A les 09:30, el lloc de comandament del regiment es va establir just sota la cresta del penya-segat, i els batallons 1r i 2n del 16è RCT eren enviats terra endins a mesura que arribaven a la cresta.
A Fox Green, a l'extrem oriental d'Omaha, quatre seccions de l'L/16 havien sobreviscut intactes al seu desembarcament i ara lideraven elements de l'I/16, el K/16 i l'E/116 pels vessants. Amb el foc de suport de les armes pesades de l'M/16, tancs i destructors , aquesta força va eliminar el WN-60, que defensava el desembarcament a F-1; a les 09:00, el 3r batalló del 16è RCT s'estava movent cap a l'interior.

#### El suport naval

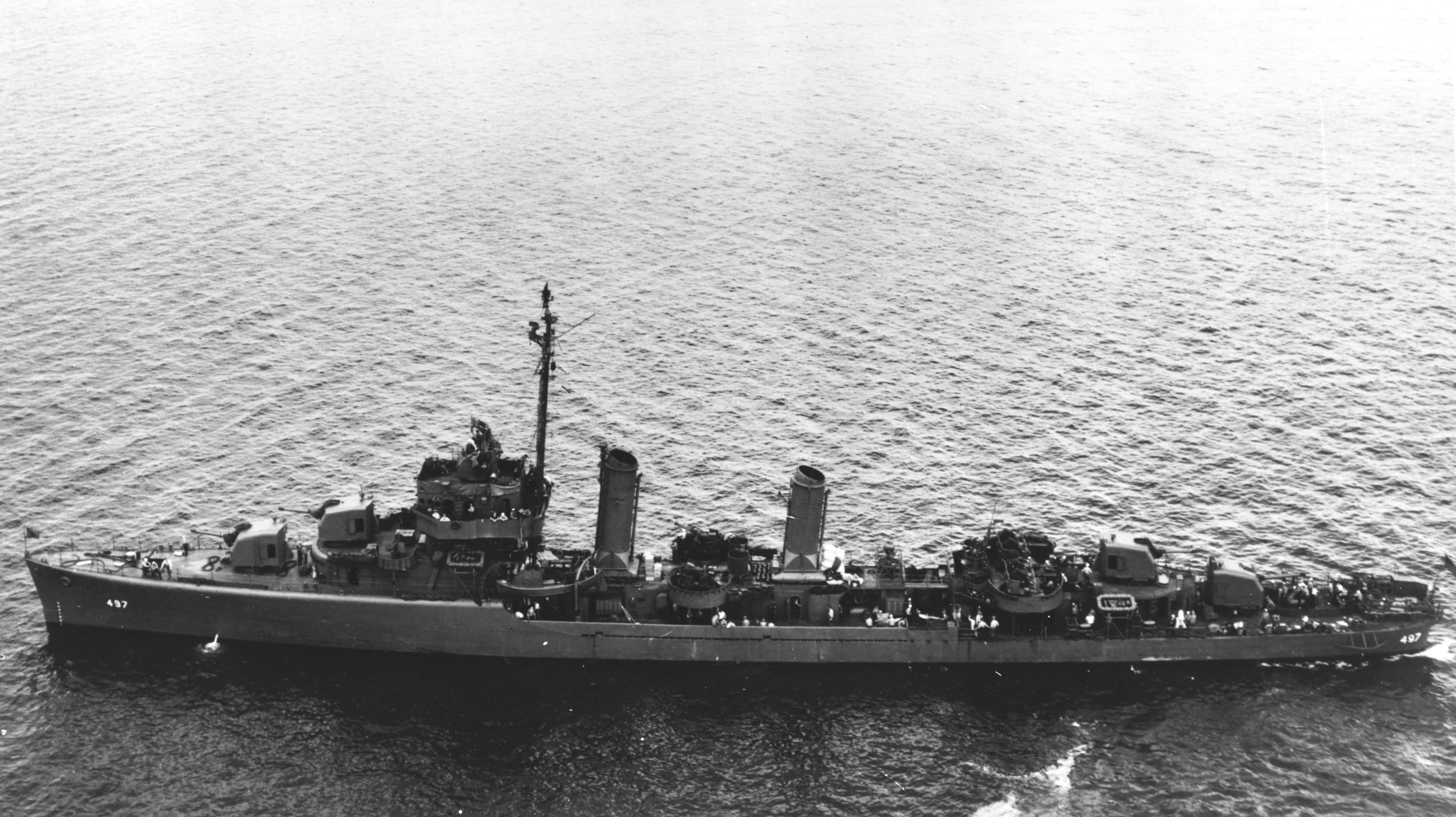
USS Frankford

L'únic suport d'artilleria per a les tropes que feien aquests avenços temptatius provenia de la marina. En trobar objectius difícils de detectar i per por d'impactar amb les seves pròpies tropes, els grans canons dels cuirassats i creuers van concentrar el foc als flancs de les platges. Els destructors van poder apropar-se i, a partir de les 08:00, van començar a atacar els seus propis objectius. A les 09:50, dos minuts després que el McCook destruís una posició de canó de 75 mm (3,0 polzades) al WN-74, es va ordenar als destructors que s'acostessin el màxim possible. Alguns es van acostar a menys de 900 metres (1.000 iardes) diverses vegades, fregant el fons i arriscant-se a encallar. Un enginyer que havia desembarcat a la primera onada a Fox Red, observant el Frankford apropant-se a la costa, va pensar que havia estat greument impactat i que estava encallat. En canvi, va girar paral•lel a la platja i va navegar cap a l'oest, disparant amb els canons als objectius d'oportunitat. Pensant que tornaria al mar, l'enginyer aviat va veure que, en canvi, havia començat a retrocedir, amb els canons encara disparant. En un moment donat, els artillers a bord del Frankford van veure un tanc immobilitzat a la vora de l'aigua, que encara disparava. Observant la caiguda del seu tret, van seguir amb una salva pròpia. D'aquesta manera, el tanc va actuar com a equip de control de foc del vaixell durant diversos minuts.

#### Defenses alemanyes a l'interior
Tot i que les defenses costaneres no havien rebutjat la invasió a la platja, sí que havien trencat i debilitat les formacions d'assalt que s'hi esforçaven. L'èmfasi alemany en aquesta Línia Principal de Resistència (MLR) significava que les defenses més a l'interior eren significativament més febles i es basaven en petites bosses de posicions preparades més petites que la de la companyia. Aquesta tàctica va ser suficient per interrompre els avenços americans terra endins, dificultant fins i tot arribar a les zones de reunió, i molt menys aconseguir els seus objectius del Dia D. Com a exemple de l'eficàcia de les defenses alemanyes malgrat la debilitat numèrica, el 5è batalló de Rangers va ser aturat en el seu avanç terra endins per una única posició de metralladora amagada en una bardissa. Una patrulla va intentar flanquejar la posició, només per topar amb una altra posició de metralladora a l'esquerra del primer. Una segona patrulla enviat per prendre aquesta nova posició va topar amb un tercer, i els intents de fer-hi front van rebre foc d'una quarta posició. L'èxit de la MLR en bloquejar el moviment d'armes pesades fora de la platja va significar que, després de quatre hores, els Rangers es van veure obligats a renunciar als intents de moure'ls més terra endins.

### El cap de platja

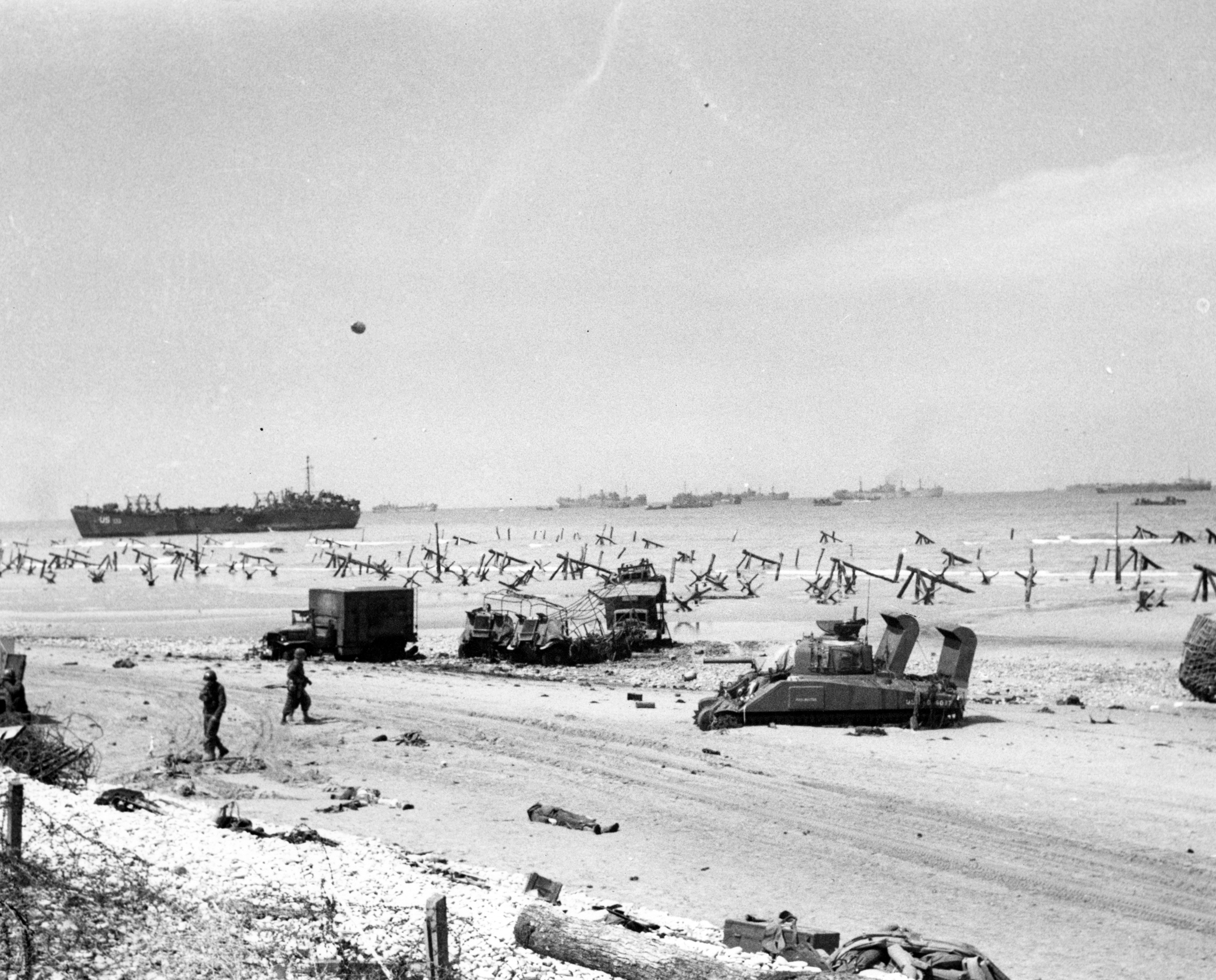
Sector Dog White d'Omaha després del Dia D. Els camions radar Thorneycroft i Austin destruïts de la RAF 21 BDS britànica romanen a la platja.

Malgrat les penetracions terra endins, no s'havien aconseguit els objectius clau de la platja. No s'havien obert les rampes necessàries per al moviment de vehicles fora de la platja, i els punts forts que les defensaven encara oposaven una resistència enèrgica. El fet de no haver superat els obstacles de la platja va obligar els desembarcaments posteriors a concentrar-se en Easy Green i Easy Red.
On desembarcaven els vehicles, van trobar una estreta franja de platja sense refugi del foc enemic. Cap a les 08:30, els comandants van suspendre tots aquests desembarcaments. Això va causar un embús de llanxes de desembarcament al mar. Els DUKW ho van passar especialment malament en aquestes condicions difícils. Tretze DUKW transportaven el 111è Batalló d'Artilleria de Camp del 116è RCT; cinc van quedar inundats poc després de desembarcar de l'LCT, quatre es van perdre mentre donaven voltes a la zona de trobada mentre esperaven per desembarcar, i un va bolcar quan giraven cap a la platja. Dos van ser destruïts pel foc enemic quan s'acostaven a la platja i l'únic supervivent va aconseguir descarregar el seu obús a una embarcació que passava abans que també sucumbís al mar. Aquest canó finalment va desembarcar a la tarda.
El registre oficial d'Omaha informa que "...els tancs portaven una vida dura...". Segons el comandant del 2n batalló 116è RCT, els tancs "...van salvar la situació. Van disparar als alemanys i els van treure trets". A mesura que avançava el matí, les defenses de la platja es van anar reduint gradualment, sovint pels tancs. Esparses al llarg de la platja, atrapades entre el mar i el terraplè de còdols intransitable i sense ràdios operatives entre els comandants, els tancs havien de ser controlats individualment. Aquesta era una feina perillosa. L'oficial al comandament de la 111a Artilleria de Camp, que havia desembarcat davant de la seva unitat, va morir quan intentava dirigir el foc d'un tanc. El grup de comandament del 741è Batalló de Tancs va perdre tres dels seus cinc en els seus esforços. A més, el comandant del 743è batalló de tancs va ser una víctima quan es va acostar a un dels seus tancs amb ordres. Quan es va utilitzar foc naval contra els punts forts que defensaven la rampa E-3, es va prendre la decisió d'intentar forçar aquesta sortida amb tancs. El coronel Taylor va ordenar que tots els tancs disponibles actuessin contra aquest punt a les 11:00. Només tres van poder arribar al punt de reunió, i dos van ser inconscients quan intentaven pujar la rampa, obligant el tanc restant a retrocedir.

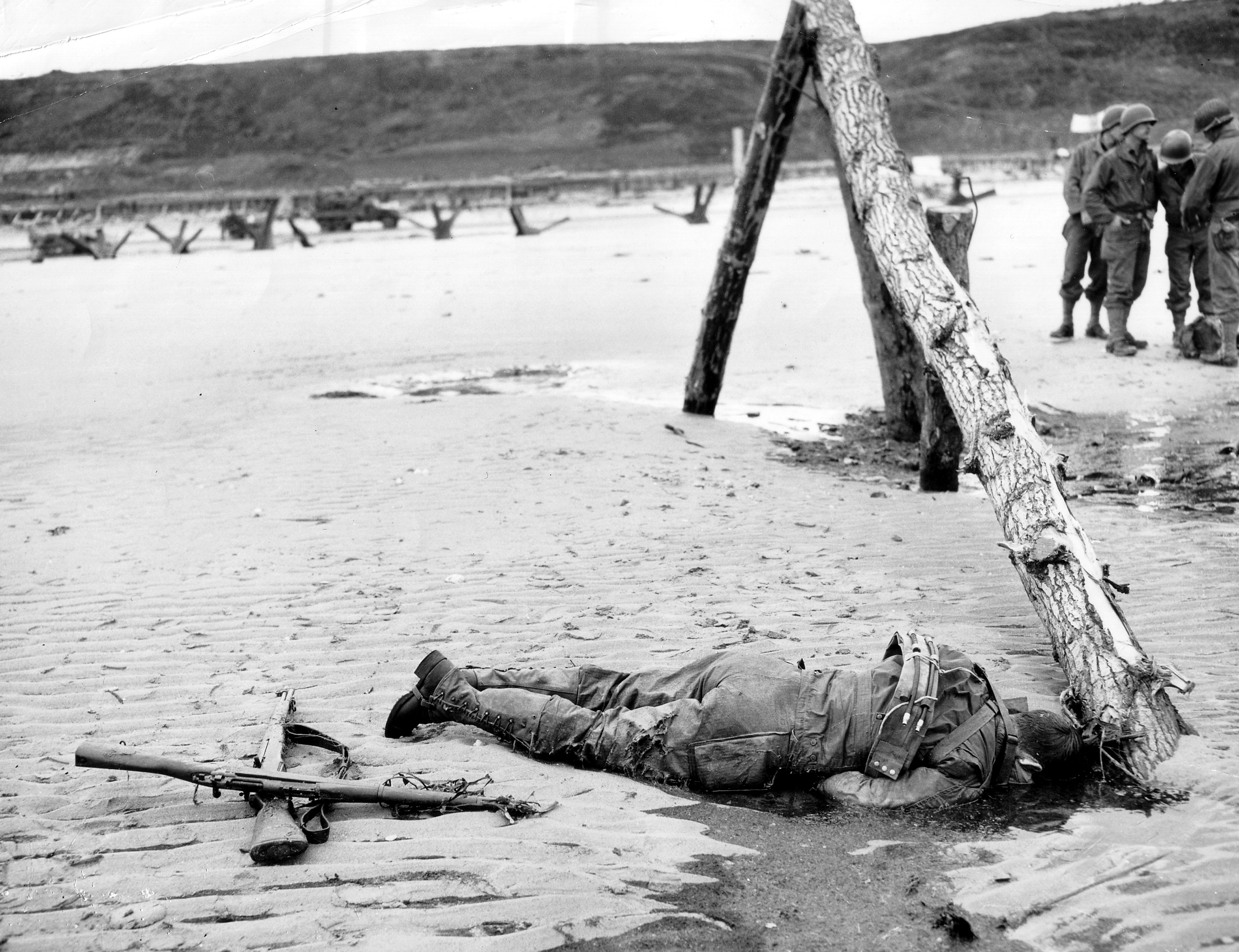
Una víctima americana de la batalla del matí

Els regiments de reforç havien de desembarcar per batallons, començant pel 18è RCT a les 09:30 a Easy Red. El primer batalló a desembarcar, el 2/18, va arribar a la zona de desembarcament E-1 30 minuts tard després d'una travessia difícil a través de la congestió de la costa. Tot i això, les baixes van ser lleus. Malgrat l'existència d'un canal estret a través dels obstacles de la platja, les rampes i les mines que hi havia allà van explicar la pèrdua de 22 LCVP, 2 LCI(L) i 4 LCT. Amb el suport del foc de tancs i posterior foc naval, les tropes recentment arribades van acceptar la rendició a les 11:30 de l'últim punt fort que defensava l'entrada a la zona de desembarcament E-1. Tot i que finalment es va obrir una sortida utilitzable, la congestió va impedir una explotació primerenca a l'interior. Els tres batallons del 115è RCT, que havien de desembarcar a partir de les 10:30 a Dog Red i Easy Green, van arribar junts i a sobre dels desembarcaments del 18è RCT a Easy Red. La confusió va impedir que els dos batallons restants del 18è RCT desembarquessin fins a les 13:00, i va retardar el moviment fora de la platja de tots excepte el 2/18, que havia sortit de la platja més a l'est abans del migdia, fins a les 14:00. Fins i tot llavors, aquest moviment es va veure obstaculitzat per mines i posicions enemigues encara en acció més amunt del recorregut.
A primera hora de la tarda, la marina va silenciar el punt fort que custodiava el desplegament D-1 a Vierville. Però sense prou força sobre el terreny per eliminar els defensors restants, no es va poder obrir la sortida. El trànsit finalment va poder utilitzar aquesta ruta al vespre, i els tancs supervivents del 743è batalló de tancs van passar la nit prop de Vierville.
L'avanç del 18è RCT va eliminar les últimes restes de la força que defensava la rampa E-1. Quan els enginyers van tallar una carretera al costat oest d'aquesta rampa, es va convertir en la ruta principal terra endins des de les platges. Amb la congestió a les platges alleujada, es van reobrir per al desembarcament de vehicles a les 14:00. La congestió addicional en aquesta ruta, causada per la resistència contínua terra endins a Saint-Laurent, es va evitar amb una nova ruta, i a les 17:00, els tancs supervivents del 741è batalló de tancs van rebre l'ordre d'anar terra endins a través de la rampa E-1.
La rampa F-1, inicialment considerada massa pronunciada per al seu ús, també es va obrir finalment quan els enginyers van construir una nova carretera. A falta de cap progrés real en l'obertura de les rampes D-3 i E-3, es van revisar els horaris de desembarcament per aprofitar aquesta ruta, i una companyia de tancs del 745è batalló de tancs va poder arribar al terreny elevat a les 20:00.
També es van netejar els accessos a les sortides, aixecant els camps de mines i fent forats al terraplè per permetre el pas de vehicles. A mesura que la marea retrocedia, els enginyers també van poder reprendre la seva feina de neteja dels obstacles de la platja i, al final del vespre, s'havien obert i marcat 13 bretxes.

### Reaccions alemanyes
Observant l'acumulació de vaixells a la platja, i en un intent de contenir el que es consideraven penetracions menors a Omaha, es va separar un batalló del 915è Regiment que s'estava desplegant contra els britànics a l'est. Juntament amb una companyia antitanc, aquesta força es va unir al 916è Regiment i es va comprometre a un contraatac a la zona de Colleville a primera hora de la tarda. Va ser aturada per una "ferma resistència americana" i va informar de grans pèrdues.
La situació estratègica a Normandia va impedir el reforç de la 352a Divisió, que estava debilitada. Els alemanys percebien la principal amenaça com els caps de platja britànics a l'est d'Omaha, i aquests van rebre la major atenció de les reserves mòbils alemanyes a la zona immediata de Normandia. Es van fer preparatius per portar unitats estacionades per a la defensa de Bretanya, al sud-oest de Normandia, però aquestes no arribarien ràpidament i patirien pèrdues infligides durant el trànsit per la superioritat aèria aliada aclaparadora. L'última reserva de la 352a Divisió, un batalló d'enginyers, es va adjuntar al 916è Regiment al vespre. Es va desplegar per defensar-se contra l'intent previst de sortir del cap de platja de Colleville-Saint-Laurent establert al front del 16è RCT.
A mitjanit, el general Dietrich Kraiss, comandant de la 352a Divisió, va informar de la pèrdua total d'homes i equipament a les posicions costaneres. Va informar que tenia forces suficients per contenir els nord-americans en D+1, però que necessitaria reforços a partir d'aleshores. Li van dir que no hi havia més reserves disponibles.

### La  RAF a Omaha Beach
Per tal de proporcionar a la infanteria de primera línia la millor protecció aèria possible, tant a les platges com mentre avançaven per assegurar el cap de platja, era necessari que les Forces Aèries Aliades proporcionessin detecció i guia per radar per estar al seu lloc la nit de la invasió del Dia D.
Com a resultat, una petita força d'uns 160 tècnics de la Royal Air Force, juntament amb els seus senyals de suport adjunts i altres unitats, havia de desembarcar a la platja d'Omaha, a Normandia, durant la marea alta del dia D (cap a les 11:00), immediatament després que les primeres onades de tropes d'assalt americanes haguessin assegurat la platja i els seus enginyers l'haguessin posat en seguretat.
Com que els Estats Units no disposaven del seu propi radar per al dia D, es va acordar que es prestaria als Estats Units una Unitat Mòbil Britànica de Radar d'Intercepció Controlada per Terra (GCI 15082). Els radars mòbils britànics, capaços de detectar l'abast, el rumb i l'alçada de possibles avions enemics, eren ideals per a aquesta funció, sempre que es poguessin ubicar en llocs favorables i estiguessin disponibles per al seu ús immediat la nit dels desembarcaments. La GCI 15082 es va formar com a unitat d'Intercepció Controlada per Terra l'agost de 1943 a Renscombe Down, prop de Swanage, a Dorset. Estava equipada amb el que aleshores era l'últim en radar, incloent-hi aparells de determinació d'alçada, i s'utilitzava principalment per al control dels caces nocturns a les zones de combat avançades. La unitat era mòbil, amb equipament pesat muntat en camions Crossley i aparells més petits en Bedfords. L'estat operatiu, després de l'arribada a un lloc designat, s'esperava que s'aconseguís en dues hores.
Per tal de proporcionar aquesta cobertura aèria, es van començar a formar tres ales de defensa de base (redesignades com a "Sectors" – BDS – el maig de 1944)  a partir de l'1 de gener de 1944 amb el nomenament del capità de grup Moseby com a comandant del BDS núm. 21 a RAF Church Fenton, North Riding de Yorkshire. Posteriorment, es van formar les ales segona i tercera, les núm. 24 i 25, la primera amb efecte a partir de l'1 de febrer de 1944 a RAF Acklington, Northumberland, i la segona amb efecte a partir de l'1 de març de 1944 a RAF Castle Camps, Cambridgeshire.
El pla havia estat que el 21è BDS desembarqués a Easy Red Beach cap a les 11:30, quan pugés la marea, i que desembarqués a terra. Tanmateix, a l'hora assenyalada perquè el 21è BDS desembarqués, la platja no havia estat presa, per la qual cosa se'ls va ordenar que rodegessin la mar fins que la situació millorés. Lentament, les forces nord-americanes van començar a penetrar als penya-segats i, a primera hora de la tarda, en diversos punts de la platja, es feien avenços. A mitja tarda, es va prendre la primera zona de desembarcament (E-1), seguida ràpidament per l'E-3. Ara hi havia l'oportunitat de desembarcar el 21è BDS, i per tant, a les 17:00, 6 hores més tard, se'ls va ordenar entrar. Tanmateix, tot i que haurien d'haver desembarcat a la zona de desembarcament E-1, en realitat van ser desembarcats més a prop de la zona de desembarcament D-3, per la qual encara s'estava disputant aferrissament. La marea també era baixa, de manera que els vehicles van ser deixats lluny a la platja plana i sorrenca, a l'aigua baixa. Hi havia canals profunds i amagats. Tot el contingut d'una LCT va sortir del vaixell i va anar directament a un canal profund, per no ser vist mai més.
Altres vehicles van quedar atrapats en sorra i fang profunds i van ser ofegats per la marea que avançava. Els que van arribar a la vora de la pedrera es van trobar atrapats sense sortida de la platja. Es van convertir en objectius inesperats dels projectils de morter i artilleria alemanys que els van destruir, un rere l'altre.
Les forces nord-americanes que eren a la platja amb ells estaven traumatitzades i immòbils. Molts homes van morir o van resultar ferits. La posició del 21è BDS era greu i ells també patien baixes. L'única solució era sortir de la platja i refugiar-se en un barranc.
Diversos oficials britànics van aconseguir organitzar-se, juntament amb alguns dels americans, per utilitzar un buldòzer abandonat per trencar la pedra i escapar. El seu pla va tenir èxit, i els vehicles restants, il•lesos, van ser conduïts uns centenars de metres fins a la relativa seguretat del llogaret destruït de Les Moulins. Dels 27 vehicles originals, només 8 van sobreviure, i el 21è BDS va perdre 11 morts i 39 ferits greus del seu complement inicial d'uns 150. Sis homes van ser guardonats amb la Creu Militar o la Medalla Militar del 21è BDS.
Juntament amb molts destacaments del 5è Exèrcit dels Estats Units, havien patit pèrdues impactants i havien superat una prova esgarrifosa. Tot i perdre la major part del seu equipament, van poder reagrupar-se el 7 de juny i rescatar alguns vehicles de la platja, tot i que encara sota foc de franctiradors. El 8 de juny, havien establert una base de treball temporal a la pista de desembarcament prop de Saint Laurent i van aconseguir la seva primera "victòria" el 9 de juny.
Un error tràgic que va cometre la RAF va ser enviar aquests homes al conflicte amb el seu uniforme de batalla blau de la RAF, tractat amb material "antigas": un cop aquest uniforme es mullava, es tornava més gris que blau i esdevenia massa semblant a l'uniforme gris alemany. Es va informar que, en moltes ocasions, els desafortunats 21 BDS eren atacats des dels dos bàndols.
Es van enviar vehicles i homes de recanvi al cap d'una setmana aproximadament, i la resta del 21 BDS ja estava operatiu l'1 de juliol. El 21 BDS es va convertir en la unitat conjunta GCI amb més èxit al front occidental, amb més de 46 avions enemics abatuts només en els primers tres mesos de la invasió.

### Final del dia

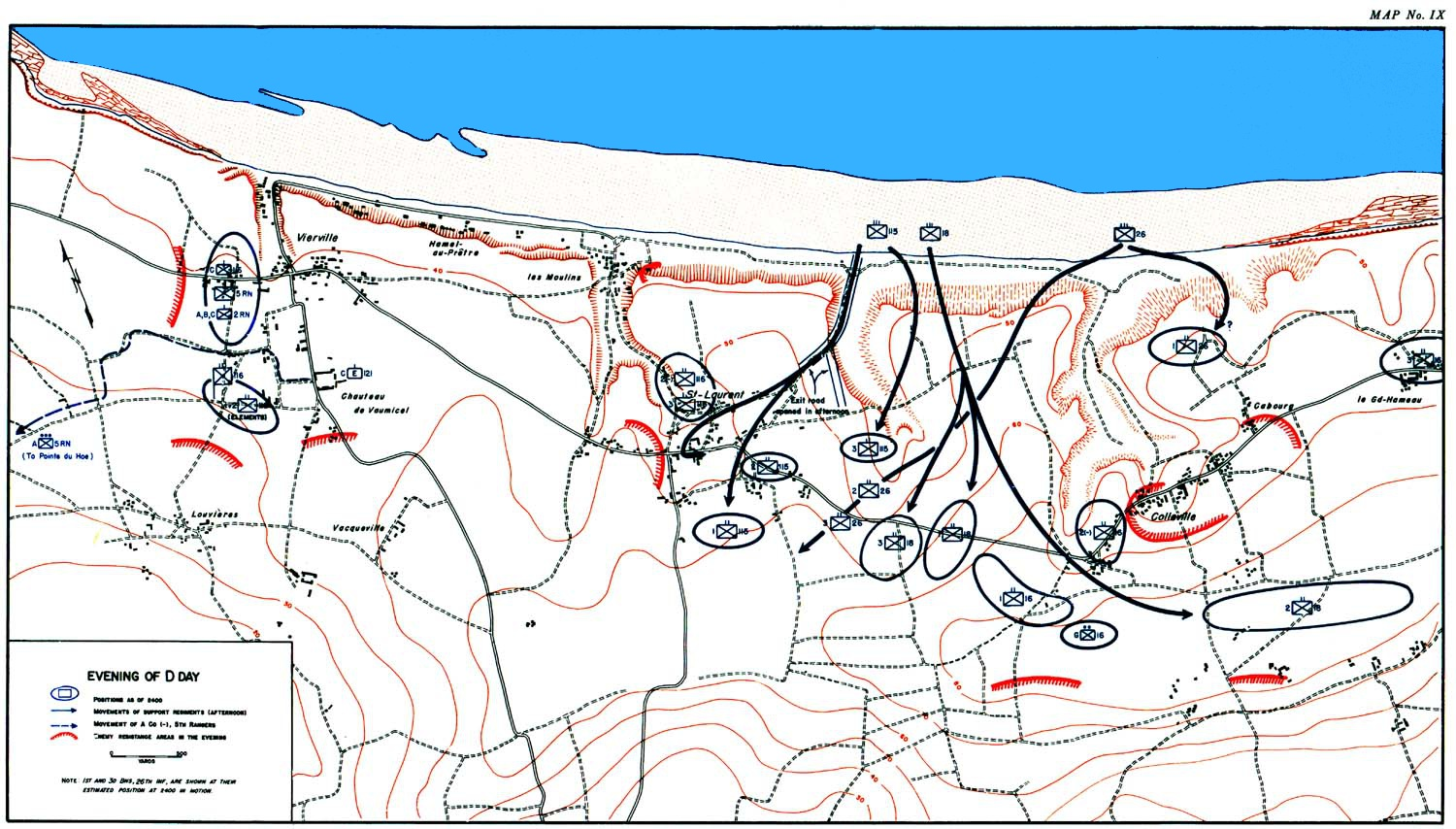
Mapa històric oficial que mostra l'abast dels avenços realitzats fins al vespre.

Després de les penetracions terra endins, accions individuals confuses i renyides van fer que el punt de suport s'allunyés dos quilòmetres i mig (1,6 milles) de profunditat a la zona de Colleville a l'est, menys que a l'oest de Saint-Laurent, i una penetració aïllada a la zona de Vierville. Bosses de resistència enemiga encara lluitaven darrere de la línia del front americana, i tot el cap de platja va romandre sota foc d'artilleria. A les 21:00, el desembarcament del 26è RCT va completar el desembarcament previst d'infanteria, però les pèrdues en equipament van ser elevades, incloent-hi 26 peces d'artilleria, més de 50 tancs, unes 50 llanxes de desembarcament i 10 vaixells més grans.
Només es van desembarcar 100 de les 2.400 tones de subministraments que havien de desembarcar el dia D. No es coneix una xifra precisa de les baixes patides pel V Cos a Omaha el 6 de juny; les fonts varien entre 5.000 i més de 6.000 morts, ferits i desapareguts, i les pèrdues més importants les van patir la infanteria, els tancs i els enginyers en els primers desembarcaments. Només cinc tancs del 741è Batalló de Tancs estaven preparats per a l'acció l'endemà. La 352a divisió alemanya va patir 1.200 morts, ferits i desapareguts; aproximadament el 20% de la seva força. El seu desplegament a la platja va causar tants problemes que el tinent general Omar Bradley, comandant del Primer Exèrcit dels Estats Units, va considerar en un moment donat evacuar Omaha, mentre que el mariscal de camp Bernard Montgomery va considerar la possibilitat de desviar les forces del V Cos a través de Gold.

## Conseqüències

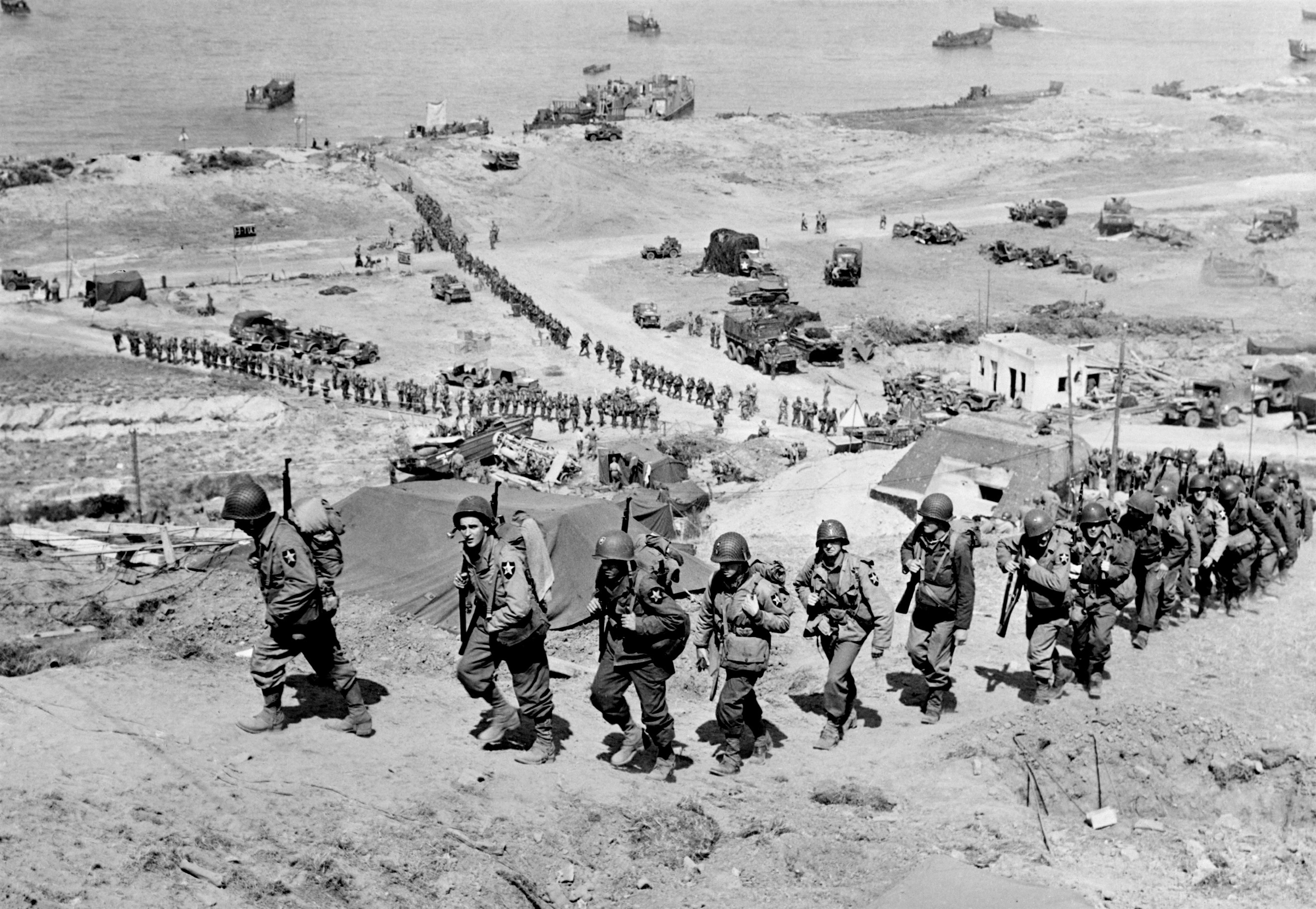
Tropes i equipament de la 2a Divisió d'Infanteria pujant pel penya-segat a través del camí E-1 el D+1, 7 de juny. Estan passant per la WN-65 que defensava la ruta per la Vall de Ruquet fins a Saint-Laurent-sur-Mer.

El punt de suport guanyat el Dia D a Omaha, que en si mateix eren dues bosses aïllades, va ser el més fràgil de totes les platges del Dia D. Amb l'objectiu original encara per assolir, la prioritat per als aliats era unir tots els caps de platja de Normandia. Durant el transcurs del 7 de juny, mentre encara estava sota foc esporàdic d'artilleria, la platja es va preparar com a zona de subministrament. Els vaixells de càrrega excedents es van enfonsar deliberadament per formar un espigó artificial i, tot i que encara menys del previst, es van desembarcar 1.429 tones de provisions aquell dia.
Amb la fase d'assalt a la platja completada, els RCT es van reorganitzar en regiments i batallons d'infanteria i, durant els dos dies següents, van aconseguir els objectius originals del Dia D. Al front de la 1a divisió, el 18è Regiment d'Infanteria va bloquejar un intent de dues companyies dels 916è i 726è Granaders de sortir de WN-63 i Colleville, ambdues preses posteriorment pel 16è Regiment d'Infanteria, que també es va avançar cap a Port-en-Bessin. L'avanç principal el va fer el 18è Regiment d'Infanteria, amb el 3r batalló del 26è Regiment d'Infanteria adjunt, cap al sud i sud-est.
L'oposició més intensa es va trobar a Formigny, on les tropes del 2n batalló 915è Granaders havien reforçat les tropes del quarter general del 2n batalló 916è Granaders. Els intents del 3/26 i el B/18 amb el suport dels tancs del B/745 van ser rebutjats i la ciutat no va caure fins al matí del 8 de juny. L'amenaça d'un contraatac blindat va mantenir el 18è Regiment d'Infanteria a la defensiva durant la resta del 8 de juny.
Els tres batallons del 26è Regiment d'Infanteria, que havien estat adjunts als Regiments 16è, 18è i 115è el dia anterior, van passar el 8 de juny reunint-se abans d'avançar cap a l'est, obligant el 1r batalló dels 726è Granaders alemanys a passar la nit extirpant-se de la bossa que es formava entre Bayeux i Port-en-Bessin. Al matí del 9 de juny, la 1a Divisió havia establert contacte amb el XXX Cos britànic, enllaçant així Omaha amb Gold.
Al front de la 29a divisió, dos batallons del 116è Regiment d'Infanteria van allunyar els últims defensors dels penya-segats, mentre que el 116è batalló restant es va unir als Rangers en el seu moviment cap a l'oest al llarg de la costa. Aquesta força va alleujar les 2nes companyies Rangers que ocupaven Pointe du Hoc el 8 de juny i posteriorment va obligar els 914è Granaders alemanys i el 439è Ost-Batalion a retirar-se de la zona de Grandcamp, que es trobava més a l'oest. A primera hora del 7 de juny, el WN-69 que defensava St. Laurent va ser abandonat i, per tant, el 115è Regiment d'Infanteria va poder avançar terra endins cap al sud-oest, arribant a la zona de Formigny el 7 de juny i a la  línia de fase original del Dia D l'endemà. El tercer regiment de la 29a Divisió, el 175è, va començar a desembarcar el 7 de juny. Al matí del 9 de juny, aquest regiment havia pres Isigny i, al vespre del dia següent, les patrulles avançades van establir contacte amb la 101a Divisió Aerotransportada, enllaçant així Omaha amb Utah.

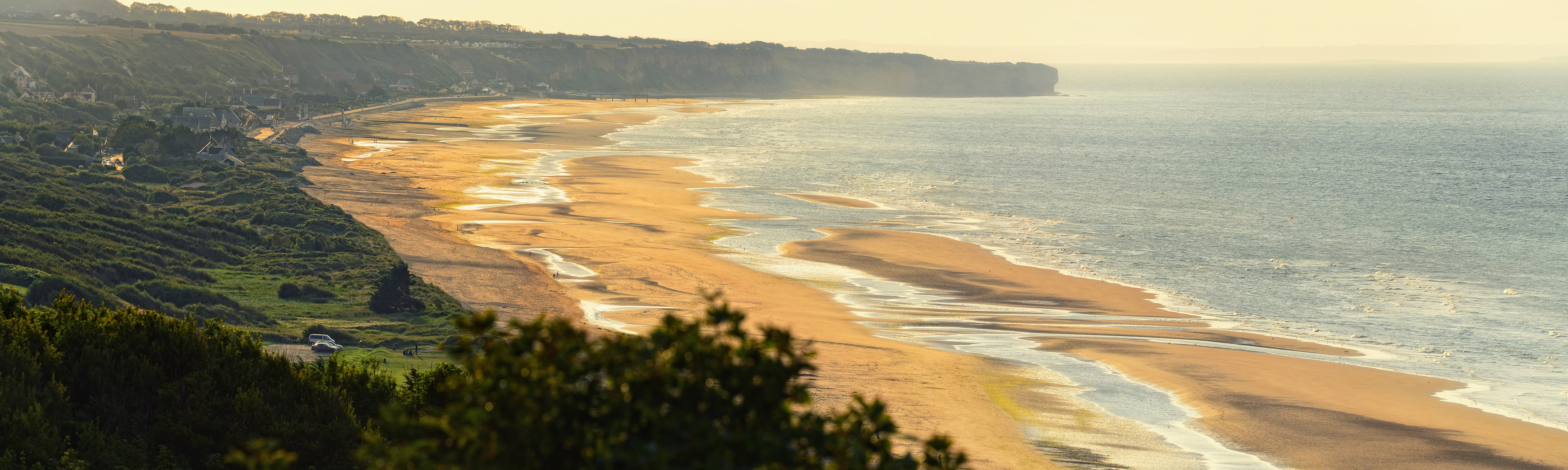
Paisatge d'Omaha 67 anys després del desembarcament. Les restes del port i el monument "Les Braves" es poden veure a la vora interior de la platja de sorra.

Mentrestant, el defensor original a Omaha, la 352a Divisió, es reduïa constantment. El matí del 9 de juny, es va informar que la divisió havia estat "...reduïda a 'petits grups'...", mentre que el 726è Regiment de Granaders havia "...pràcticament desaparegut." L'11 de juny, l'efectivitat del 352è es considerava "molt lleu", i el 14 de juny, el comandament del cos alemany informava que el 352è estava completament esgotat i que calia retirar-lo de la línia.
Un cop assegurat el cap de platja, Omaha es va convertir en la ubicació d'un dels dos ports Mulberry, ports artificials prefabricats remolcats en trossos a través del Canal de la Mànega i muntats just davant la costa. La construcció de "Mulberry A" a Omaha va començar l'endemà del Dia D amb l'enfonsament dels vaixells per formar un espigó. El dia D+10, el port va entrar en funcionament quan es va completar el primer moll; l'LST 342 va atracar i descarregar 78 vehicles en 38 minuts. Tres dies després, va començar a bufar la pitjor tempesta que havia afectat Normandia en 40 anys, que va durar tres dies i no va disminuir fins a la nit del 22 de juny. El port va quedar tan malmès que es va prendre la decisió de no reparar-lo; els subministraments es van desembarcar posteriorment directament a la platja fins que es van capturar les instal•lacions portuàries fixes. En els pocs dies que el port va estar operatiu, es van portar a terra 11.000 soldats, 2.000 vehicles i 9.000 tones d'equipament i subministraments. Durant els 100 dies posteriors al Dia D, es van desembarcar més d'1.000.000 de tones de subministraments, 100.000 vehicles i 600.000 homes, i es van evacuar 93.000 víctimes via Omaha.

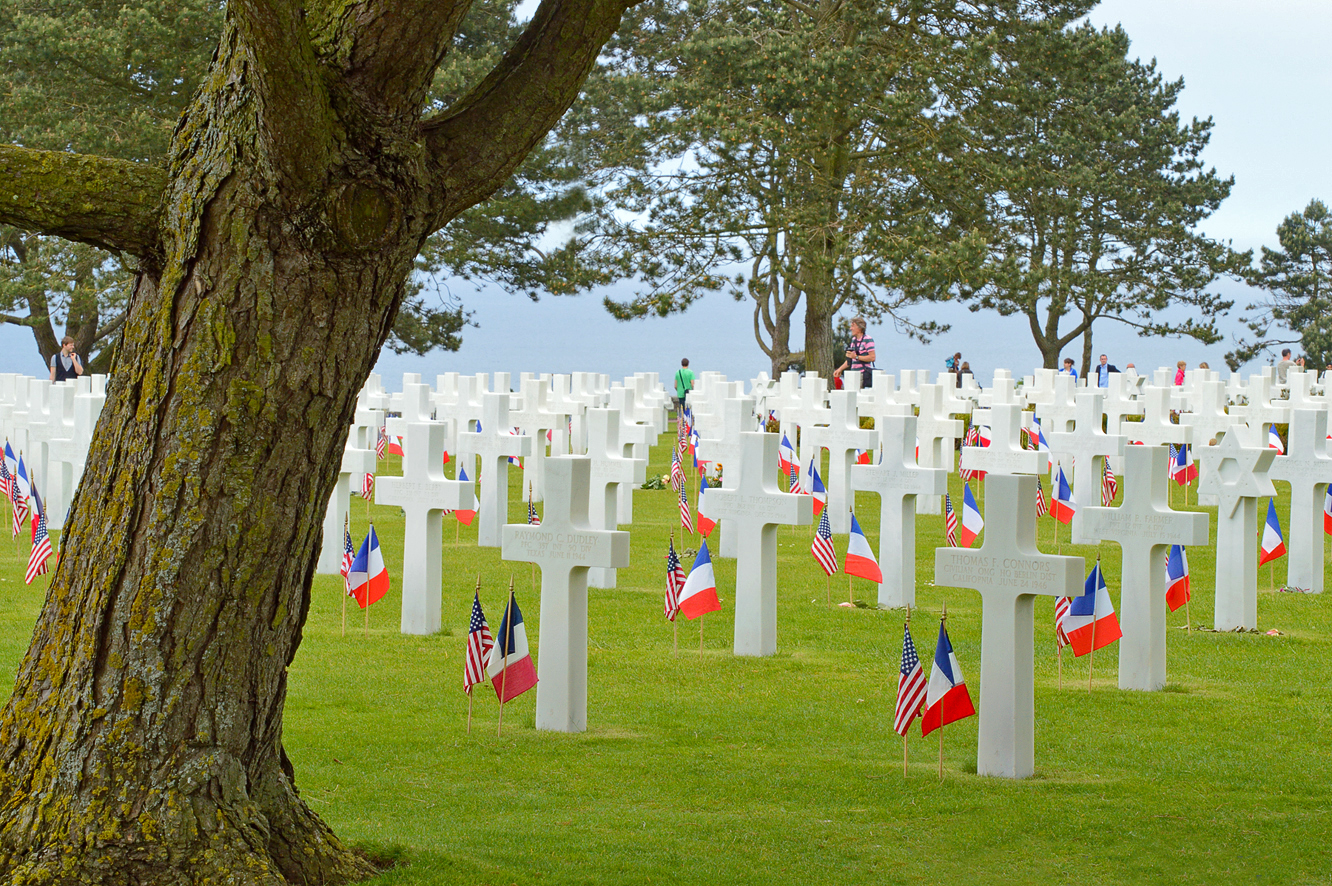
El cementiri i memorial americà de Normandia amb vistes a la platja d'Omaha

Avui dia, a Omaha, es poden veure restes escarpades del port durant la marea baixa. El banc de còdols ja no hi és, netejat pels enginyers els dies posteriors al Dia D per facilitar el desembarcament de subministraments. La costa està més urbanitzada i la carretera de la platja s'ha ampliat, els pobles han crescut i s'han fusionat, però la geografia de la platja es manté com era i les restes de les defenses costaneres encara es poden visitar. A la part superior del penya-segat amb vistes a Omaha, prop de Colleville, hi ha el cementiri estatunidenc.
El 1988, es van trobar partícules de metralla, així com perles de vidre i ferro resultants d'explosions de municions, a la sorra de la platja, i el seu estudi va estimar que aquestes partícules romandrien a la sorra de la platja durant un o dos segles.